# Damasco

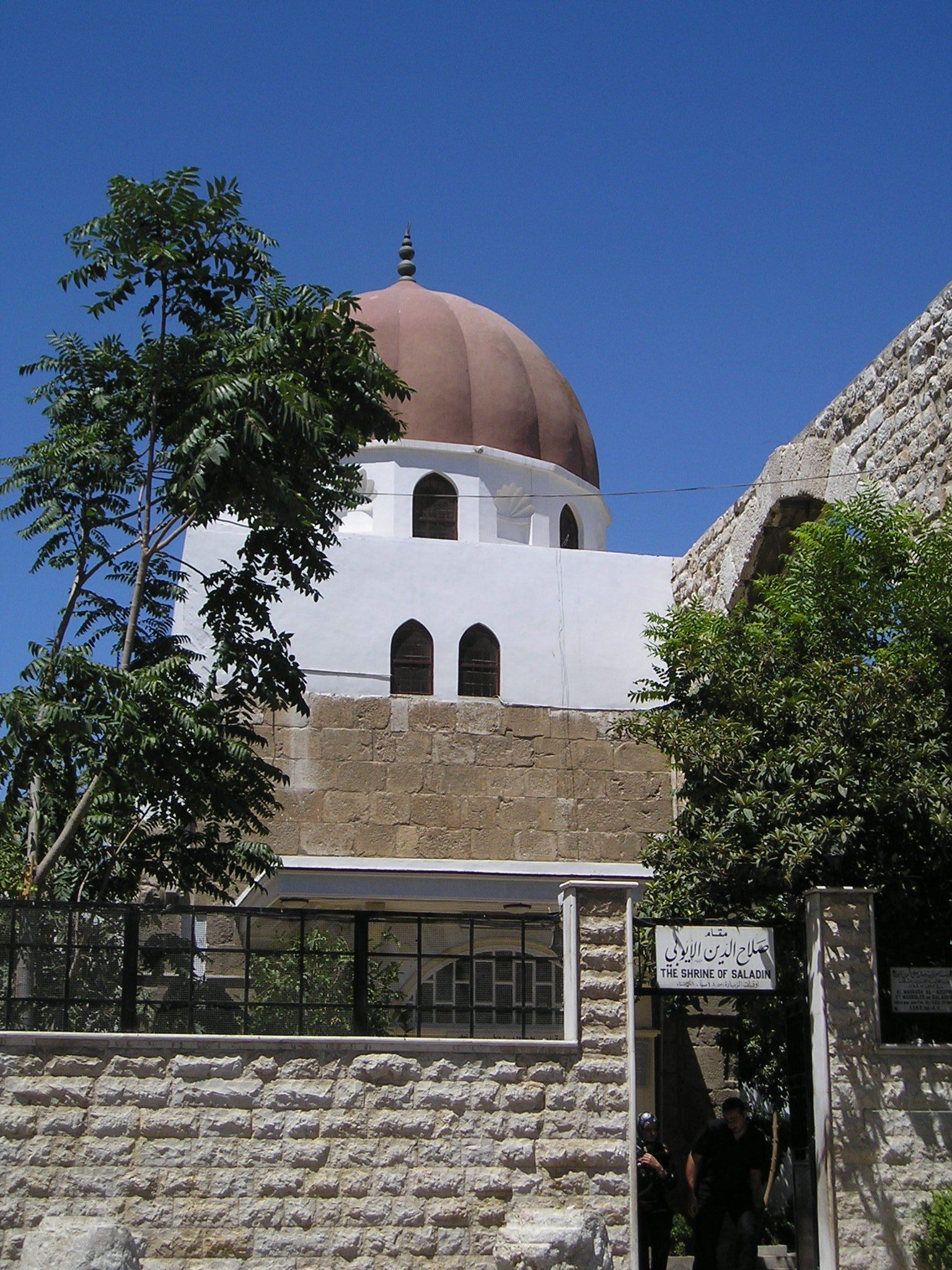
Tumba de Saladino.

Damasco (en árabe: دمشق‎, romanizado: Dimashq/Dimishq), comúnmente conocida en Siria como الشام ash-Shām y apodada la «Ciudad del Jazmín», es la capital y la segunda ciudad más poblada de Siria después de Alepo. Además de ser una de las ciudades habitadas más antiguas del mundo con más de 4000 años de historia, Damasco es un importante centro cultural y religioso del Levante mediterráneo. La ciudad tenía una población estimada de 1 711 000 habitantes en 2009.
Situada en el suroeste de Siria, Damasco es el centro de un área metropolitana de 2,6 millones de personas. Geográficamente está localizado en las estribaciones orientales de la cordillera del Antilíbano, 80 kilómetros tierra adentro de la costa oriental del Mediterráneo. El río Barada fluye a través de la ciudad.
Durante la segunda mitad del siglo VII d. C., fue elegida como la capital del Califato Omeya[cita requerida]. Después de la victoria de la dinastía abasí, la sede del poder islámico se trasladó a Bagdad. Damasco vio un descenso político en la era abasí, y solo recuperó una importancia significativa en los períodos mameluco y ayubí. Durante el dominio otomano, la ciudad decayó por completo mientras mantenía un cierto prestigio cultural. Hoy en día es la sede del gobierno central y todos los ministerios del gobierno. Entre sus atractivos turísticos sobresale la tumba de Saladino, el célebre defensor de la Tierra Santa durante la época de las cruzadas.
La ciudad es actualmente sede de tres de los cinco patriarcados orientales que reclaman la sucesión histórica de la sede de la antigua capital siria, Antioquía: el Patriarcado Greco-Ortodoxo (Iglesia de Antioquía), el Patriarcado Greco-Católico Melquita y el Patriarcado Siro-Ortodoxo Jacobita.

## Historia

### Primeros asentamientos
La datación por carbono-14 en Tell Ramad, en las afueras de Damasco, sugiere que el sitio pudo haber sido ocupado desde la segunda mitad del séptimo milenio antes de Cristo, posiblemente alrededor del 6300 a. C. Sin embargo, existe evidencia de asentamientos en la cuenca más amplia del Barada que datan de 9500 a. C., aunque no hubo ningún asentamiento a gran escala dentro de las murallas de Damasco hasta el segundo milenio antes de Cristo.
Damasco era parte de la antigua provincia de Amurru en el reino de los hicsos, desde 1720 hasta 1570 a. C. Algunos de los registros egipcios más tempranos son de las cartas de Amarna, de 1350 a. C., cuando Damasco (llamado Dimasqu) fue gobernado por el rey Biryawaza. La región de Damasco, así como el resto de Siria, se convirtió en un campo de batalla alrededor del año 1260 a. C., entre los hititas desde el norte y los egipcios desde el sur, que terminó con un tratado firmado entre Hattusili III y Ramsés II donde el primero entregó el control de la zona de Damasco a Ramsés II en el 1259 a. C. La llegada de los Pueblos del Mar, en torno al 1200 a. C., marcó el final de la Edad del Bronce en la región y provocó un nuevo desarrollo de la guerra. Damasco fue sólo la parte periférica de esta imagen que afectó sobre todo a los grandes centros de población de la antigua Siria. Sin embargo, estos acontecimientos contribuyeron al desarrollo de Damasco como un nuevo centro de influencia que surgió con la transición de la Edad del Bronce a la Edad del Hierro.
Damasco es mencionado en el Génesis 14:15 como existente en el momento de la Guerra de los Reyes. Según el historiador judío del siglo I Flavio Josefo en sus veinte volúmenes de Antigüedades judías, Damasco (junto con Traconite), fue fundada por Uz, hijo de Aram.

### Aram-Damasco
Damasco no está documentada como una ciudad importante hasta la llegada de los arameos, pueblos semíticos de Mesopotamia, en el siglo XI a. C. A comienzos del primer milenio antes de Cristo, se formaron varios reinos arameos, los sirios abandonaron su estilo de vida nómada y formaron estados federados tribales. Uno de estos reinos era Aram-Damasco, centrada en su capital, Damasco. Los arameos que entraron en la ciudad sin batallar, adoptaron el nombre "Dimashqu" para su nuevo hogar. Al darse cuenta del potencial agrícola de la zona aún no desarrollada y escasamente poblada, se estableció un sistema de distribución de agua mediante la construcción de canales y túneles que maximizaron la eficiencia del río Barada. La misma red fue posteriormente mejorada por los romanos y omeyas, y sigue siendo la base del sistema de agua de la parte antigua de la ciudad hoy en día. Los arameos de Damasco inicialmente resultaron en un puesto de avanzada de una federación de tribus arameas, conocido como Aram de Soba, con sede en el valle de la Becá.
La ciudad ganaría preeminencia en el sur de Siria cuando Ezron, reclamante al trono de Soba a quien se le negó la realeza de la federación, huyó a Becá y capturó Damasco por la fuerza en el año 965 a. C. Ezron derrocó al gobernador tribal de la ciudad y fundó la entidad independiente de Aram-Damasco. Este nuevo estado se expandió al sur e impidió que el Reino de Israel se extendiera hacia el norte, pero los dos reinos pronto se enfrentaron ya que ambos trataron de dominar la hegemonía comercial en el este. Según el nieto de Ezron, Ben-Hadad I (880–841 a. C.), y su sucesor Hazael, Damasco anexó Basán (hoy en día la región de Hauran), y pasó a la ofensiva contra Israel. Este conflicto se prolongó hasta el siglo VIII a. C., cuando Ben-Hadad II fue capturado por Israel después de sitiar sin éxito Samaria. Como resultado de ello, concedió a Israel los derechos comerciales en Damasco.
Otra posible razón para el tratado entre Aram-Damasco e Israel fue la amenaza común del Imperio Neoasirio, que estaba tratando de expandirse en la costa mediterránea. En 853 a. C., el rey Hadad de Damasco llevó una coalición levantina, que incluía fuerzas del reino Aram-Hamat y tropas del norte suministradas por el rey Acab de Israel, a la batalla de Qarqar contra el ejército de Neo-asirio. Aram-Damasco, salió victorioso, impidiendo temporalmente a los asirios invadir Siria. Sin embargo, después Hadad-ezer fue asesinado por su sucesor, Hazael II, y la alianza levantina se derrumbó. Aram-Damasco intentó invadir Israel, pero fue interrumpido por la renovada invasión asiria. Hazael ordenó la retirada a la parte amurallada de la ciudad, mientras que los asirios saquearon el resto del reino. Era imposible entrar en la ciudad, pero declararon su supremacía en los valles Hauran y Becá.
En el siglo VIII a. C., Damasco fue prácticamente engullida por los asirios y entró en una era de tinieblas. Sin embargo, seguía siendo el centro económico y cultural del Cercano Oriente, así como la resistencia aramea. En 727, una revuelta tuvo lugar en la ciudad, pero fue sofocada por las fuerzas asirias. Después de que los asirios salieran en una campaña a gran escala para sofocar las revueltas en toda Siria, Damasco fue subyugada totalmente por su gobierno. Un efecto positivo de esto fue la estabilidad de la ciudad y los beneficios de la sal y el comercio de incienso con Arabia. Sin embargo, la autoridad asiria fue disminuyendo entre los años 609-605 a. C., y Siria-Palestina caía en la órbita del faraón Necao II de Egipto. En 572, toda Siria había sido conquistada por los neo-babilonios, pero el estado de Damasco bajo control de Babilonia era relativamente desconocido.

### Antigüedad

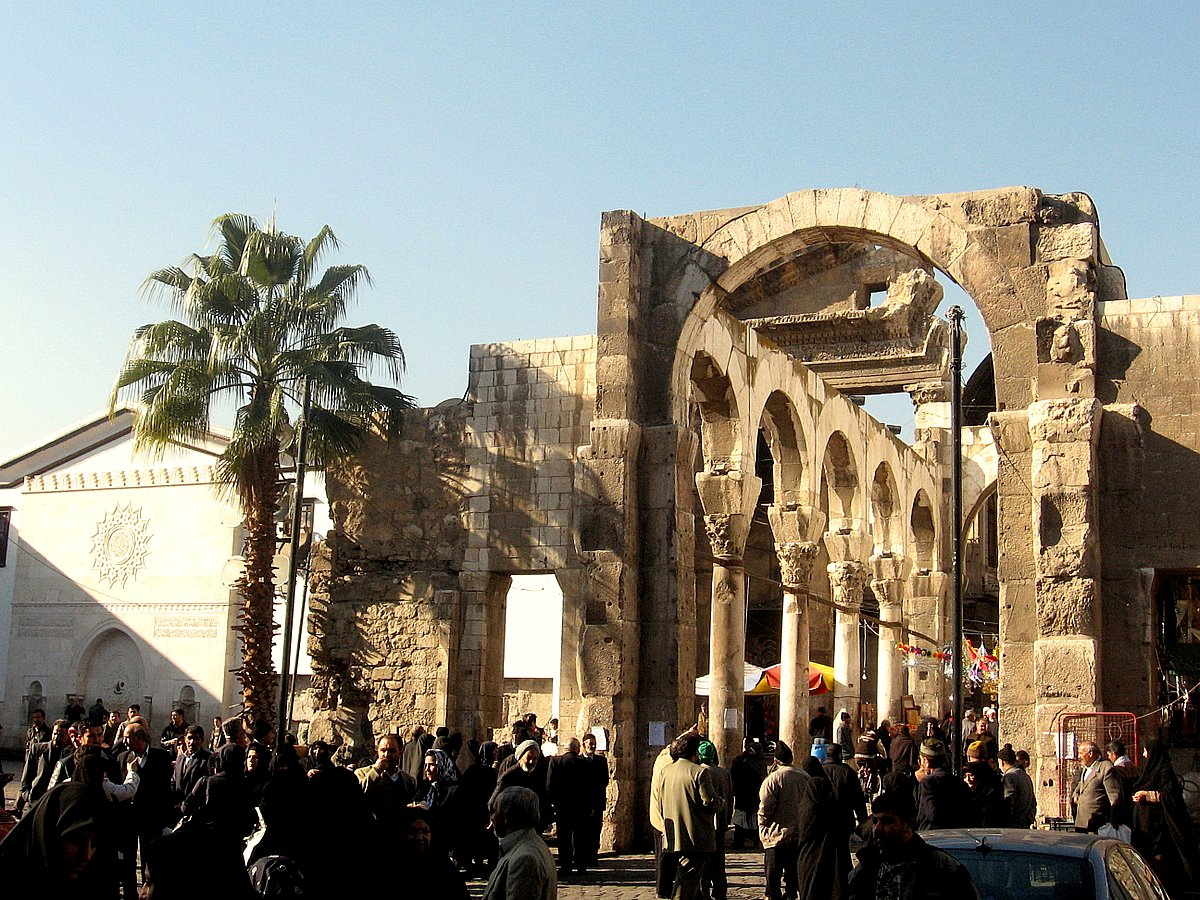
Ruinas del templo de Júpiter en la entrada del zoco Al-Hamidiyah.

Damasco fue conquistada por Alejandro Magno. Después de la muerte de Alejandro en el 323 a. C., Damasco se convirtió en el lugar de una lucha entre la dinastía ptolemaica y el Imperio seléucida. El control de la ciudad pasa con frecuencia de un imperio a otro. Seleuco I Nicator, uno de los generales de Alejandro, hizo de Antioquía la capital de su vasto imperio, lo que condujo a la disminución de la importancia de Damasco frente a nuevas ciudades seléucidas como Latakia en el norte. Más tarde, Demetrio III Filópator reconstruyó la ciudad de acuerdo con el sistema griego de Hipodamo y cambió el nombre a "Demetrias".
En el año 64 a. C., el general romano Pompeyo anexionó la parte oeste de Siria. Los romanos ocuparon Damasco y posteriormente se incorporó a la liga de diez ciudades conocidas como Decápolis, ya que se consideró un centro importante de la cultura greco-romana. Según el Nuevo Testamento, San Pablo estaba en el camino a Damasco, cuando recibió una visión de Jesús, y como resultado le aceptó como el Mesías. En el año 37, el emperador romano Calígula trasladó Damasco a control nabateo por decreto. El rey nabateo Aretas IV gobernó Damasco desde su capital Petra. Sin embargo, alrededor del año 106, Nabatea fue conquistada por los romanos, y Damasco volvió al control de Roma.
Damasco se convirtió en una metrópoli a principios del siglo II, y en 222 pasó a ser una colonia por el emperador Septimio Severo. Durante la Pax Romana, Damasco y la provincia romana de Siria, en general, empezaron a prosperar. La importancia de Damasco como una ciudad de paso era evidente con las rutas comerciales del sur de Arabia, Palmira, Petra, y las Rutas de la Seda de China. La ciudad satisfizo las demandas romanas de lujos orientales.
Poco queda de la arquitectura de los romanos, pero el urbanismo de la ciudad antigua tuvo un efecto duradero. Los arquitectos romanos reunieron las bases griegas y arameas de la ciudad y las fundieron en un nuevo diseño de aproximadamente 1500 por 750 metros, rodeado por una muralla. La muralla contenía siete puertas, pero solo la puerta oriental (Bab Sharqi) queda de la época romana. El Damasco romano se encuentra principalmente a profundidades de hasta cinco metros por debajo de la ciudad moderna.
El antiguo barrio de Bab Tuma fue desarrollado a finales de la época romana/bizantina por la comunidad ortodoxa local. Según los Hechos de los Apóstoles, San Pablo y Tomás el Apóstol, ambos vivían en ese barrio. Historiadores católicos también consideran Bab Tuma como el lugar de nacimiento de varios papas, como Juan V y Gregorio III.

### Época árabe islámica

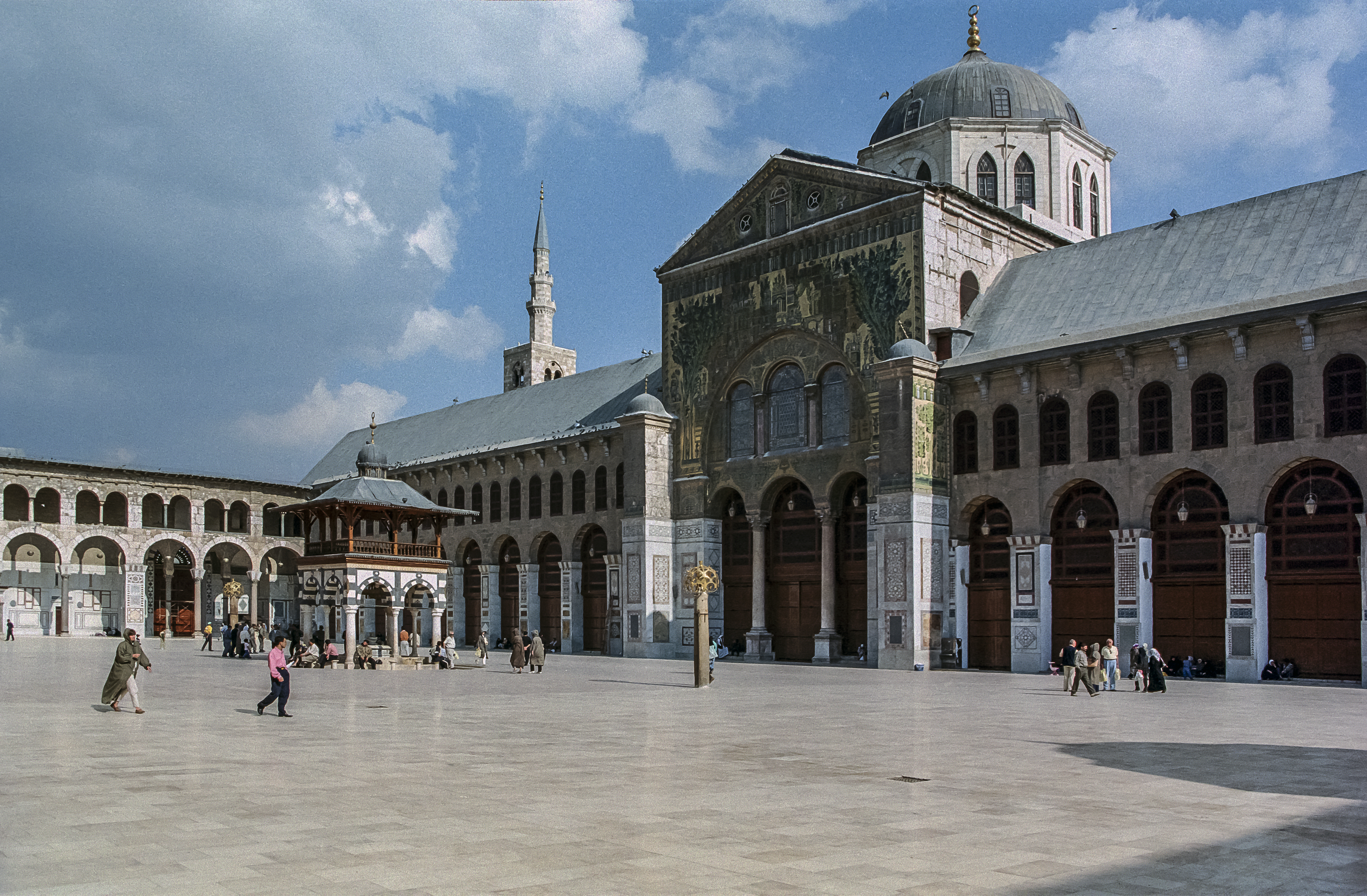
Patio de la mezquita de los Omeyas.

Luego de que la mayor parte de las zonas rurales de Siria fueron conquistadas por el califato Rashidun durante el reinado del califa Umar, Damasco en sí fue conquistada por el general árabe-musulmán Jálid ibn al-Walid en agosto y septiembre de 635 d. C. Su ejército había intentado capturar la ciudad en abril de 634, pero sin éxito. Con Damasco, ahora en manos de los árabes musulmanes, los bizantinos, alarmados por la pérdida de su más prestigiosa ciudad en el Oriente Próximo, decidieron recuperar el control de la misma. Bajo el emperador Heraclio, los bizantinos enviaron un ejército superior a las fuerzas Rashidun. Avanzaron hacia el sur de Siria durante la primavera de 636, y consecuentemente las fuerzas de Jálid ibn al-Walid se retiraron de Damasco para preparar la renovada confrontación. En agosto, las dos potencias se reunieron a lo largo del río Yarmuk, donde libraron una gran batalla que terminó en una decisiva victoria musulmana, consolidando el gobierno de este último, en Siria y Palestina.
Durante la administración musulmana de la ciudad, la población de Damasco permaneció mayoritariamente cristiano-ortodoxa y monofisita, con una creciente comunidad de musulmanes de La Meca, Medina y el desierto sirio. El gobernador asignado a la ciudad que había sido elegido como la capital de Siria islámica era Muawiya I. Después de la muerte del califa Ali en el año 661, Muawiya fue elegido como el califa del imperio islámico en expansión. Debido a la gran cantidad de bienes de su clan, los omeyas, perteneciente a la ciudad y por sus vínculos económicos y sociales tradicionales con Hiyaz, así como con las tribus árabes cristianas de la región, Muawiya estableció Damasco como la capital del todo el Califato. Con la ascensión del califa Abd al-Málik en 685, se introdujo un sistema de acuñación islámica y todos los excedentes de los ingresos de las provincias del Califato, se remitieron a la tesorería de Damasco. El árabe también se estableció como el idioma oficial, dando a la minoría musulmana de la ciudad una ventaja sobre los cristianos de habla aramea en asuntos administrativos. Es importante señalar que, en el momento en que la ciudad fue conquistada por los musulmanes, la mayoría de los árabes eran o paganos o cristianos. Damasco era en sí mismo predominantemente arameo con gente de habla árabe.
El sucesor de Abd al-Málik, al-Walid inició la construcción de la Gran Mezquita de Damasco (conocida como la Mezquita de los Omeyas) en 706. El sitio había sido originalmente la catedral cristiana de San Juan y los musulmanes mantienen la dedicación del edificio a Juan el Bautista. En 715, la mezquita fue completada. Al-Walid murió ese mismo año y fue sucedido primero por Suleimán I y luego por Umar II, quienes gobernaron por períodos breves antes del reinado de Hisham en 724. Con estas sucesiones, el estado de Damasco se fue debilitando poco a poco ya que Suleimán había elegido Ramla como residencia y más tarde Hisham eligió Rusafa. Tras el asesinato de este último en 743, el califato de los Omeyas, que para entonces se extendía desde España hasta la India se desmoronó como consecuencia de las revueltas generalizadas. Durante el reinado de Marwán II en el 744, la capital del imperio se trasladó a Harrán, en el norte de la región de Mesopotamia superior.

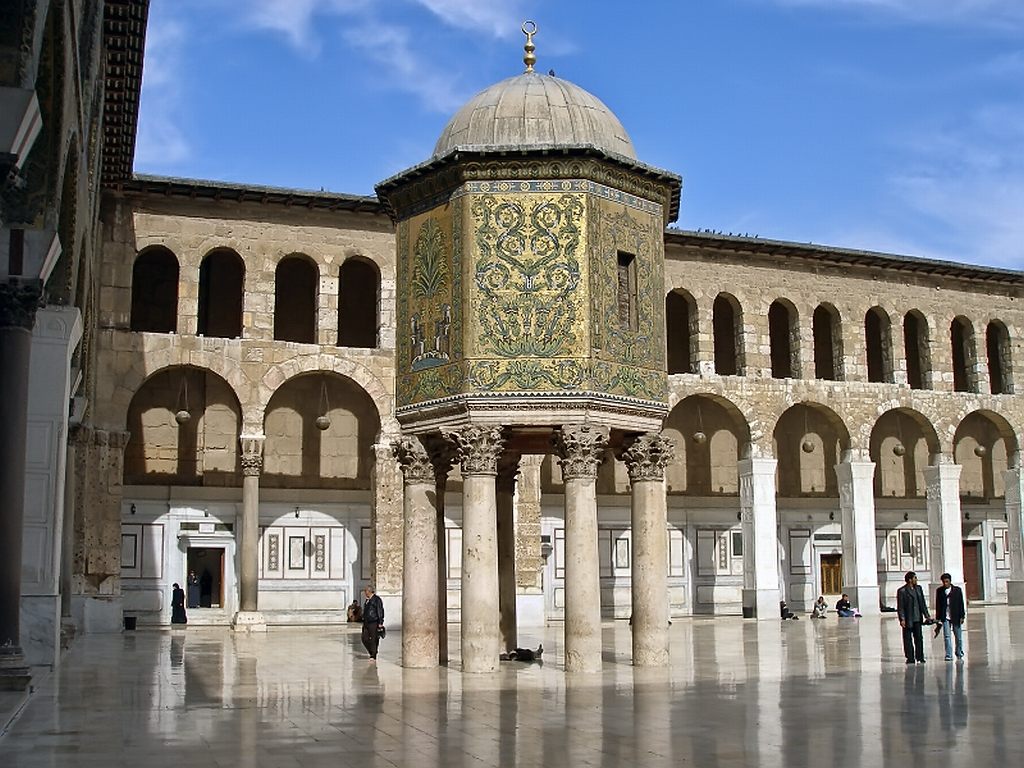
Qubbat al-Khazna en la mezquita de los Omeyas.

El 25 de agosto de 750, los abasíes, ya habiendo vencido a los omeyas en la batalla del Zab en Irak, conquistaron Damasco tras enfrentar poca resistencia. Con la proclama del califato abasí, Damasco fue eclipsada y subordinada por Bagdad, la nueva capital islámica. Dentro de los primeros seis meses de gobierno abasí, comenzaron una erupción de revueltas en la ciudad, aunque demasiado aisladas y desenfocadas para presentar una amenaza viable. Sin embargo, los últimos de los omeyas prominentes fueron ejecutados, los funcionarios tradicionales de Damasco condenados al ostracismo, y los generales del ejército de la ciudad fueron destituidos. Posteriormente el cementerio de la familia Omeya fue profanado y las murallas fueron derribadas, Damasco fue reducido a una ciudad provincial de poca importancia. Más o menos desapareció de los registros escritos por el próximo siglo y la única mejora significativa de la ciudad fue la construcción abasí de la cúpula de la mezquita de los Omeyas en 789. En 811, los restos distantes de la dinastía omeya protagonizaron una fuerte revuelta en Damasco que fue finalmente sofocada.
Ahmad ibn Tulun, un disidente turco designado gobernador por los abasíes, conquistó Siria, incluyendo Damasco, de sus amos en 878-79. En un acto de respeto a los gobernantes omeyas anteriores, se erigió un santuario en el lugar de la tumba de Muawiya en la ciudad. El gobierno tuluní de Damasco fue breve, duró sólo hasta el 906 antes de ser reemplazados por los cármatas que eran partidarios de los chiitas. Debido a su incapacidad para controlar la gran cantidad de tierras que ocupaban, los cármatas se retiraron de Damasco y la dinastía ijshidí tomó el control de la ciudad. Ellos mantuvieron la independencia de Damasco de los emires de la dinastía hamdánida de Alepo y los abasíes basados en Bagdad hasta 967. Un período de inestabilidad siguió en la ciudad, con una incursión cármata en 968, un ataque bizantino en 970, y el aumento de las presiones de los fatimíes en el sur y los hamdánidas en el norte.
Los chiíes fatimíes se hicieron con el control en 970, encendiendo las hostilidades entre ellos y los árabes sunitas de la ciudad que con frecuencia se rebelaron. Un turco, Alp Takin expulsó a los fatimíes cinco años después, y por medio de la diplomacia, impidió a los bizantinos intentar anexar la ciudad. Sin embargo, en 977, los fatimíes al mando del califa al-Aziz, arrebataron de nuevo el control de la ciudad y los disidentes sunitas fueron reprimidos. El geógrafo árabe al-Muqaddasi, visitó Damasco en 985, señalando que la arquitectura y la infraestructura de la ciudad eran "magníficas", pero las condiciones de vida eran horribles. Bajo al-Aziz, la ciudad vio un breve período de estabilidad, que terminó con el reinado de al-Hákim (996-1021). En 998, cientos de líderes de Damasco fueron detenidos y ejecutados por él por incitación. Tres años después de la misteriosa desaparición de al-Hákim, las tribus árabes del sur de Siria formaron una alianza para organizar una rebelión masiva contra los fatimíes, pero fueron aplastados por el fatimí turco gobernador de Siria y Palestina, al-Duzbari, en 1029. Esta victoria le dio a este último dominio sobre Siria, disgustando a sus señores fatimíes, pero ganando la admiración de los ciudadanos de Damasco. Fue exiliado por las autoridades fatimíes de Alepo, donde murió en 1041. A partir de esa fecha hasta 1063, no existen registros conocidos de la historia de la ciudad. Para entonces, Damasco carecía de administración, tenía una economía debilitada, y una población muy reducida.

### Imperio selyúcida y ayubí

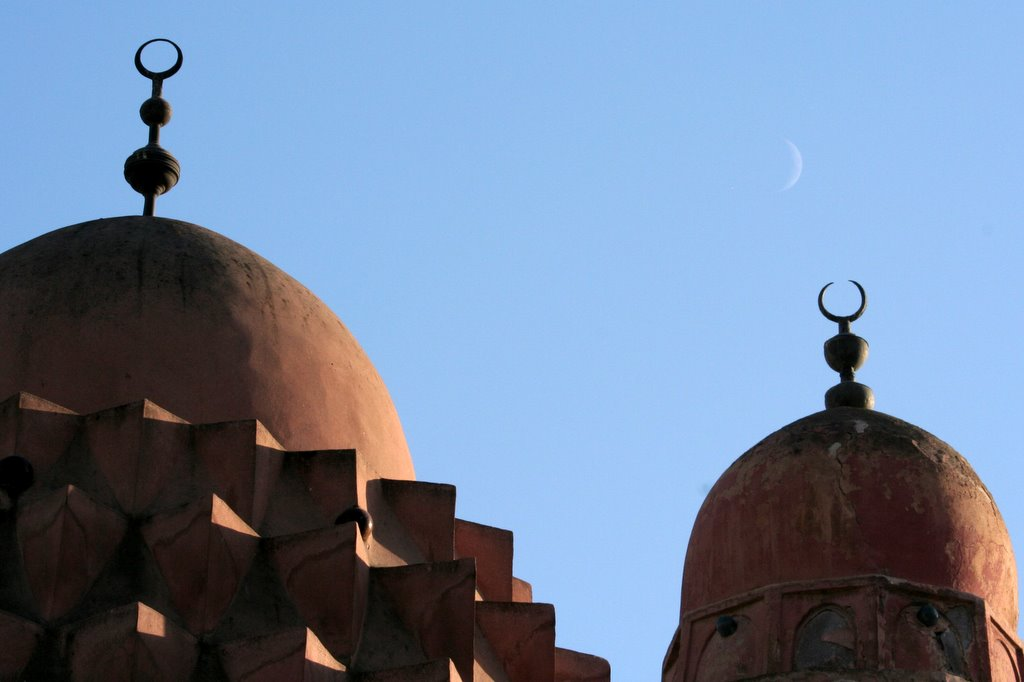
La cúpula del mausoleo de Nur al-Din.

Con la llegada de los turcos selyúcidas en el siglo XI, Damasco se convirtió de nuevo en la capital de un estado independiente. Fue gobernada por Tutush I a partir de 1079 y fue sucedido por su hijo Abu Nasr Duqaq en 1095. Los selyúcidas establecieron un tribunal en Damasco y un cambio sistemático de incursiones chiitas en la ciudad. La ciudad también vio una expansión de la vida religiosa a través de donaciones privadas que financiaron a las instituciones religiosas (madrasas) y hospitales. Damasco se convirtió en uno de los centros más importantes en la propagación del pensamiento islámico en el mundo musulmán. Tras la muerte de Duqaq en 1104, su mentor (atabeg), Toghtekin, tomó el control de Damasco. Bajo Duqaq y Toghtekin, la ciudad experimentó estabilidad, alto estatus y un rol revivido en el comercio. Además, la mayoría sunita de la ciudad disfrutó de formar parte de una amplia estructura suní gobernada eficazmente por varias dinastías turcas que a su vez estaban bajo la autoridad moral de los abasíes basados en Bagdad.
Aunque los gobernantes de Damasco estaban preocupados por los conflictos con sus compañeros selyúcidas en Alepo y Diyarbakir, los cruzados, que arribaron en el Levante en 1097, conquistaron Jerusalén, Monte Líbano y Palestina. Duqaq parecía estar contento con el dominio cruzado como un amortiguador entre su dominio y el califato fatimí de Egipto. Toghtekin, sin embargo, vio a los invasores occidentales como una amenaza viable a Damasco, que, en ese momento, incluía nominalmente Homs, el valle del Becá, Hauran, y los Altos del Golán en una parte de sus territorios. Con el apoyo militar de Sharaf al-Din Mawdud de Mosul, Toghtekin logró detener las incursiones cruzadas en el Golán y Hauran. Mawdud fue asesinado en la mezquita de los Omeyas en 1109, privando a Damasco del respaldo del norte musulmán y obligando a Toghtegin a aceptar una tregua con los cruzados en 1110.
Tras la muerte de Toghtekin en 1128, su hijo, Taj al-Muluk Buri, se convirtió en el gobernante de Damasco. Coincidentemente, el príncipe selyúcida de Mosul, Imad ad-Din Zengi, tomó el poder en Alepo y ganó un mandato a los abasíes de extender su autoridad a Damasco. En 1129, alrededor de 6000 ismailitas fueron asesinados en la ciudad junto con sus líderes. Los sunitas fueron provocados por los rumores alegando que había un complot de los ismaelitas, que controlaban la fortaleza estratégica en Banias, para ayudar a los cruzados en la captura de la ciudad a cambio del control de Tiro. Poco después de la masacre con el propósito de aprovechar la situación de inestabilidad, con cerca de 60 000 guerreros, los cruzados lanzan un asalto contra Damasco. Sin embargo, Buri aliado con Zengi, logró evitar que el ejército llegara a la ciudad. Buri fue asesinado por agentes ismailíes en 1132, fue sucedido por su hijo, Shams al-Muluk Isma’il que gobernó tiránicamente hasta que fue asesinado en 1135 por órdenes secretas de su madre, el hermano de Isma’il, Shihab al-Din Mahmud, lo reemplazó. El reinado de Mahmud terminó en 1139 tras ser asesinado por motivos poco conocidos por miembros de su familia. Mu'in ad-Din Unur, su mameluco ("soldado esclavo") tomó el poder de la ciudad, lo que provocó que Zengi sitiara Damasco el mismo año. En respuesta, Damasco se alió con el reino cruzado de Jerusalén para resistir las fuerzas de Zengi. En consecuencia, Zengi retiró su ejército y se centró en las campañas del norte de Siria.

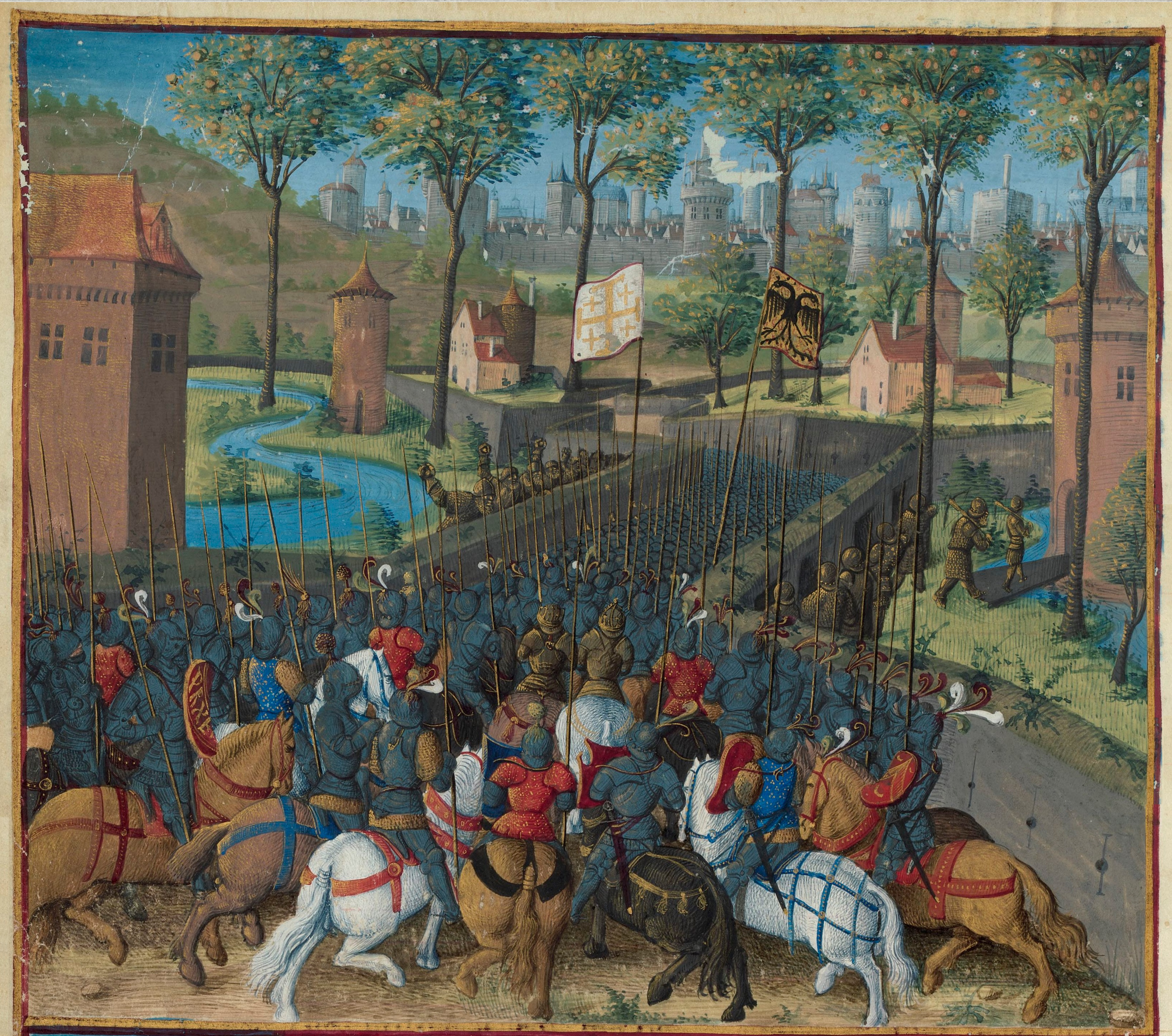
Sitio de Damasco, durante la segunda cruzada.

En 1144 Zengi conquistó Edesa, una fortaleza cruzada, que dio lugar a una nueva cruzada europea en 1148. Zengi fue asesinado y su territorio fue dividido entre sus hijos, uno de los cuales, Nur al-Din, emir de Alepo, hizo una alianza con Damasco. Cuando los cruzados europeos llegaron, los nobles de Jerusalén acordaron atacar Damasco. Sin embargo, su sitio, fue un completo fracaso. Cuando la ciudad parecía estar al borde del colapso, el ejército cruzado repentinamente se movió contra otra sección de las paredes, y fueron rechazados. En 1154, Damasco estaba bajo firme control de Nur ad-Din.
En 1164, el rey Amalarico de Jerusalén invadió el Egipto fatimí que, entonces, pidió ayuda a Damasco. Nur al-Din envió a su general Shirkuh, y en 1166 Amalarico fue derrotado en la batalla de al-Babein. Cuando Shirkuh murió en 1169, fue sucedido por su sobrino Yúsuf, más conocido como Saladino, quien derrotó a un asedio conjunto de los cruzados-bizantino en Damieta. Saladino finalmente derrocó a los califas fatimíes y se estableció como sultán de Egipto. También comenzó a afirmar su independencia de Nur al-Din, y con la muerte de ambos Amalarico y Nur al-Din en 1174, fue una buena posición para comenzar a ejercer el control de Damasco y otras posesiones sirias de Nur al-Din. En 1177 Saladino fue derrotado por los cruzados en la batalla de Montgisard, a pesar de su superioridad numérica. Saladino también sitió Kerak en 1183, pero se vio obligado a retirarse. Finalmente, lanzó una invasión de Jerusalén en 1187, y aniquiló al ejército cruzado en la batalla de Hattin en julio. Acre cayó ante Saladino poco después, y la misma Jerusalén fue capturada en octubre. Estos sucesos sorprendieron Europa, dando lugar a la Tercera Cruzada en 1189, dirigida por Ricardo I de Inglaterra, Felipe II de Francia y Federico I, emperador del Sacro Imperio Romano Germánico, aunque el último se ahogó en el camino.
Los cruzados supervivientes, junto con los recién llegados de Europa, pusieron Acre en un largo asedio que duró hasta 1191. Después de la re-captura de Acre, Ricardo I derrotó a Saladino en la batalla de Arsuf en 1191 y la batalla de Jaffa en 1192, recuperando la mayor parte de la costa a los cristianos, pero no pudo recuperar Jerusalén ni ninguna parte del territorio del interior del reino. La cruzada terminó pacíficamente, con el Tratado de Ramla en 1192. Saladino permitió a los cruzados hacer peregrinación a Jerusalén para cumplir sus votos, después de lo cual todos regresaron a sus hogares.
Saladino murió en 1193, y hubo frecuentes conflictos entre los diferentes sultanes ayubíes gobernando en Damasco y El Cairo. Damasco fue capital de los gobernantes ayubíes independientes entre 1193 y 1201, 1218-1238, 1239-1245 y 1250-1260.

### Periodo mameluco

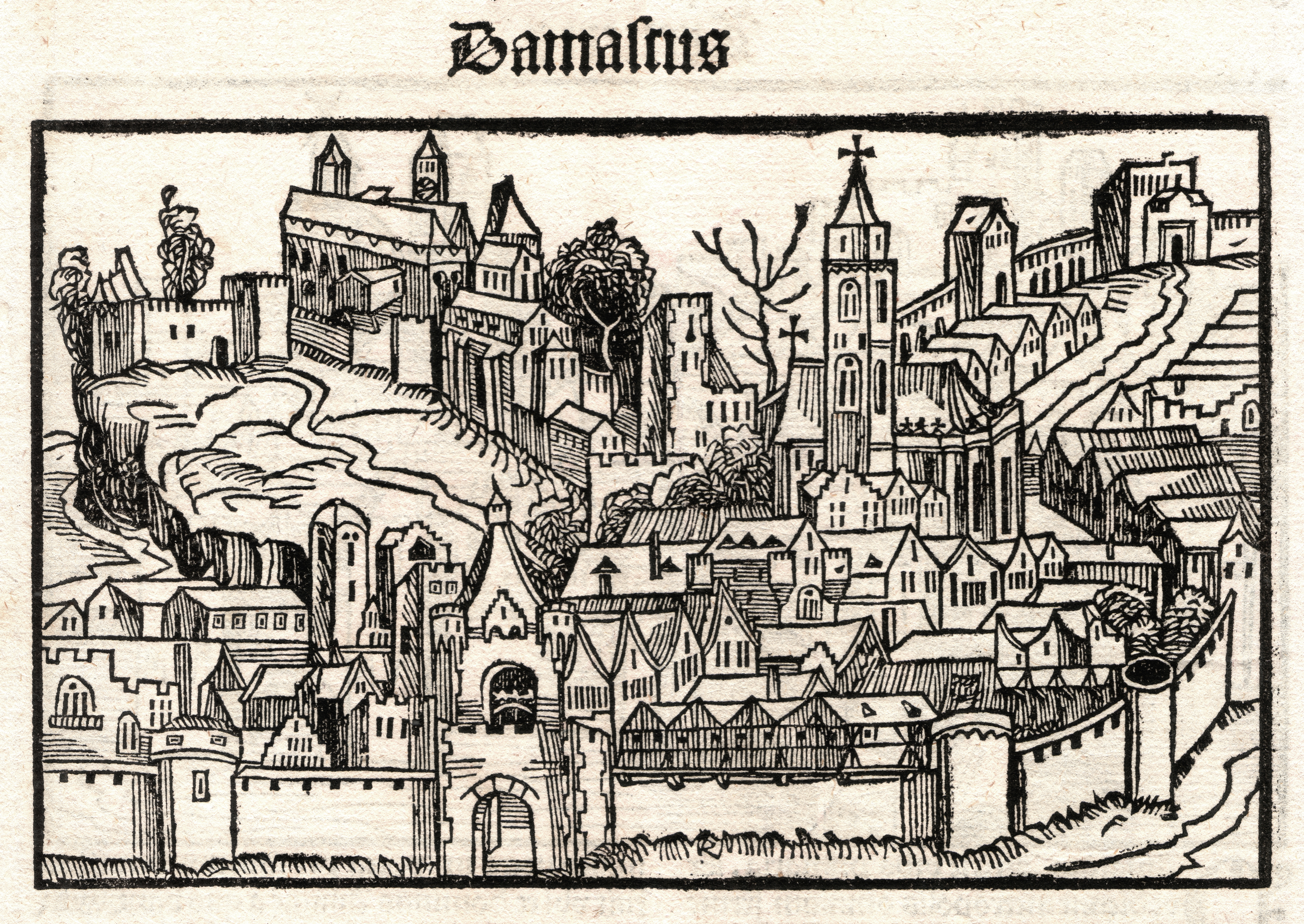
Xilografía (1497)

El gobierno ayubí llegó a su fin con la invasión de los mongoles de Siria en 1260, y tras la derrota mongola en Ain Jalut en el mismo año, Damasco fue capital provincial del Sultanato mameluco, gobernado desde Egipto, tras la retirada mongola. La peste negra de 1348-1349 mató cerca de la mitad de la población de la ciudad.
En 1400 el conquistador turco-mongol Tamerlán sitió Damasco. El sultán mameluco envió una delegación de El Cairo, incluyendo a Ibn Jaldún, que negoció con él, pero después de su retirada saqueó la ciudad. La Mezquita de los Omeyas fue quemada y los hombres y mujeres esclavizados. Un gran número de artesanos de la ciudad, fueron trasladados a la capital de Tamerlán en Samarcanda. Estos eran los ciudadanos más afortunados: muchos fueron asesinados y sus cabezas apiladas en un campo fuera de la esquina noreste de las paredes, donde una plaza de la ciudad todavía lleva el nombre de Burch al-Ru'us, originalmente "la torre de cabezas".
Reconstruida, Damasco continuó sirviendo como una capital provincial mameluca hasta 1516.

### Dominio otomano

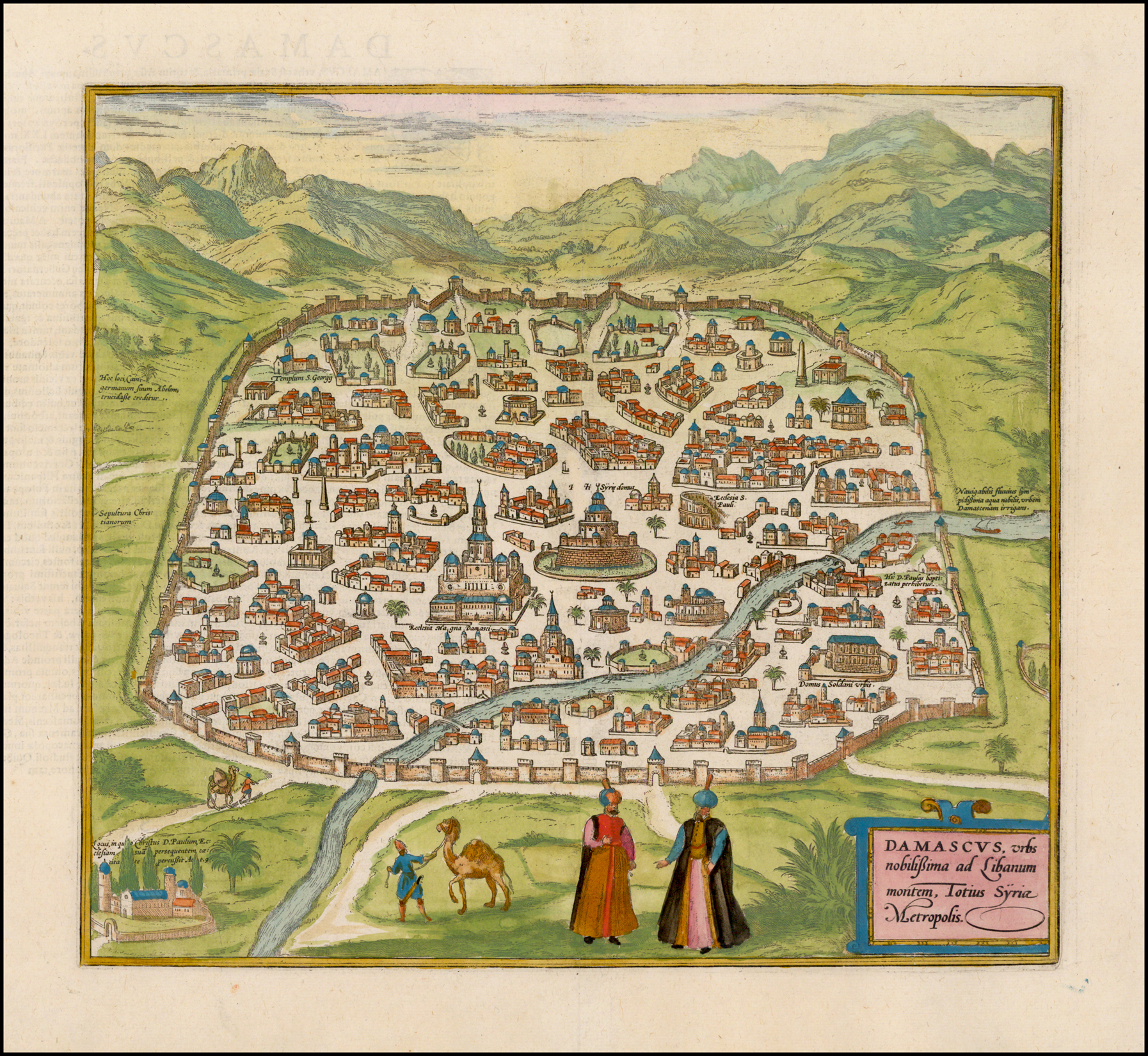
Damasco en la segunda mitad del (Civitates orbis terrarum)

A principios de 1516, los turcos otomanos, cuidadosos del peligro de una alianza entre los mamelucos y safávidas persas, iniciaron una campaña de conquista contra el sultanato mameluco. El 21 de septiembre, el gobernador mameluco de Damasco huyó de la ciudad, y el 2 de octubre se pronunció el jutba (‘sermón del viernes’) en la mezquita de los Omeyas en el nombre de Selim I. El 15 de diciembre abandonó Damasco con la intención de la conquistar de Egipto. Poco parece haber cambiado en la ciudad: simplemente un ejército había reemplazado a otro. Sin embargo, a su regreso en octubre de 1517, el sultán ordenó la construcción de una mezquita, Tekkiye, y un mausoleo en el santuario del sheik Ibn Arabi en al-Salihiyah. Este iba a ser el primero de los grandes monumentos otomanos de Damasco.
Los otomanos permanecieron durante los próximos 400 años, a excepción de una breve ocupación por Ibrahim Pachá de Egipto 1832-1840. Debido a su importancia como punto de partida para una de las dos grandes caravanas de peregrinaciones a La Meca, Damasco fue tratado con más atención por la Sublime Puerta de lo que su tamaño podría haber justificado, para la mayor parte de este período, Alepo era más populosa, comercial y más importante. En 1560 la Tekkiye al-Sulaimaniyah, una mezquita y caravasar para los peregrinos en el camino a La Meca, fue terminado a un diseño por el famoso arquitecto otomano Mimar Sinan, y poco después una madrasa se construyó al lado.

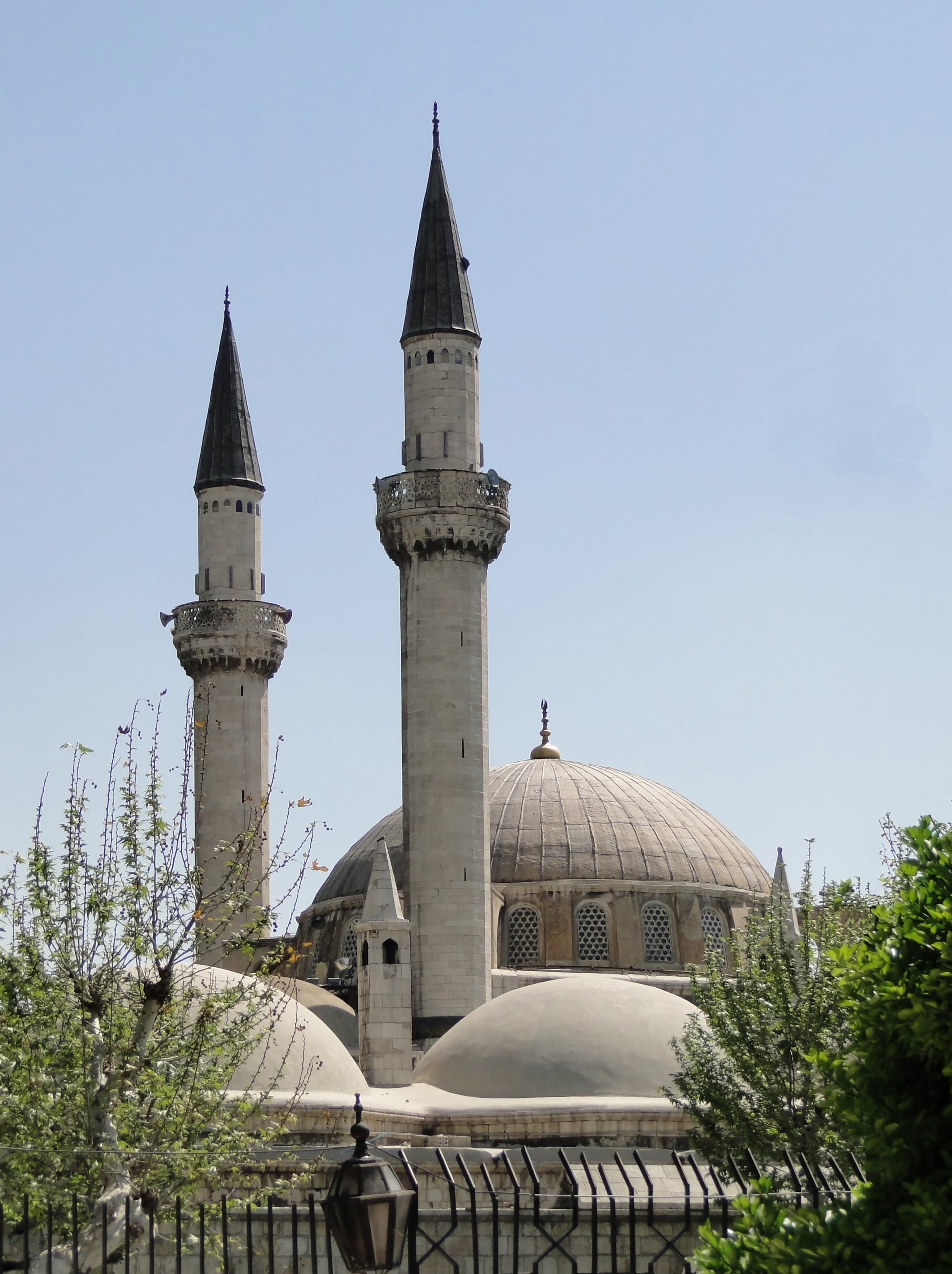
Mezquita Tekkiye.

Bajo el dominio otomano, los cristianos y los judíos fueron considerados dhimmis y se les permitió practicar sus preceptos religiosos. El caso de Damasco, que tuvo lugar en el año 1840 fue un incidente en el que se acusó de asesinato ritual a los miembros de la comunidad judía de Damasco. Además, la masacre de cristianos en 1860, fue también uno de los incidentes más notorios de estos siglos, cuando los enfrentamientos entre drusos y maronitas en Monte Líbano se extendieron a la ciudad. Varios miles de cristianos fueron asesinados, y muchos se salvaron gracias a la intervención del exiliado argelino Abd al-Qádir y sus soldados (tres días después de empezada la masacre), que los llevó a un lugar seguro en su residencia y la ciudadela. El barrio cristiano de la ciudad vieja (en su mayoría habitado por católicos) fue incendiado. Los habitantes cristianos del notoriamente pobre y refractario distrito de Midan fuera de las paredes (en su mayoría ortodoxos) fueron, sin embargo, protegidos por sus vecinos musulmanes.
El misionero estadounidense Ellen Clare Miller registra que en 1867 la población de la ciudad era aproximadamente de 140 000 habitantes, de los cuales 30 000 eran cristianos, 10 000 judíos y 100 000 musulmanes, con menos de 100 cristianos protestantes.

### Era moderna

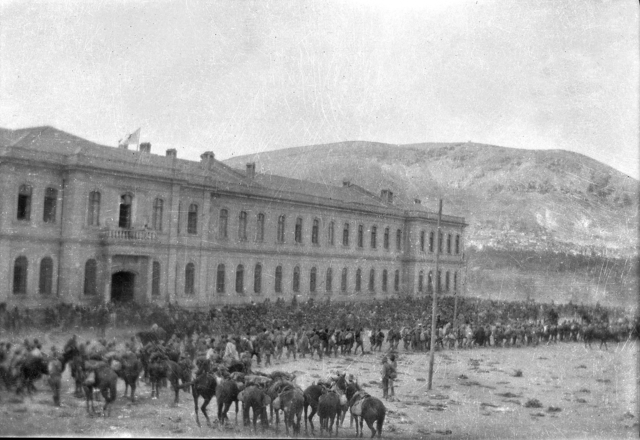
El hospital turco en Damasco el 1 de octubre de 1918, poco después de la entrada del cuarto regimiento australiano.

En los primeros años del siglo XX, los sentimientos nacionalistas en Damasco, inicialmente por interés cultural, comenzaron a tomar un matiz político, en gran parte como reacción al programa de turquificación del Comité de Unión y Progreso establecido por el gobierno en Estambul en 1908. El ahorcamiento de una serie de intelectuales patriotas por Jamal Pachá, gobernador de Damasco, en Beirut y Damasco en 1915 y 1916 avivó aún más sentimiento nacionalista, y en 1918, cuando las fuerzas de la rebelión árabe y las fuerzas imperiales británicas se acercaron, los residentes abrieron fuego contra las tropas turcas en retirada.
El 1 de octubre de 1918, Thomas Edward Lawrence entró en Damasco, el tercer arribo del día, siendo el primero el de la tercera brigada ligera australiana, liderado por el mayor A.C.N. 'Harry' Olden. Dos días más tarde, 3 de octubre de 1918, las fuerzas de la rebelión árabe lideradas por el príncipe Faysal también entraron Damasco. Un gobierno militar bajo Shukri Pachá fue nombrado y Fáisal ibn Huséin fue proclamado rey de Siria. La tensión política aumentó en noviembre de 1917, cuando el nuevo gobierno bolchevique en Rusia reveló los acuerdos Sykes-Picot mediante el cual Gran Bretaña y Francia habían arreglado para dividir el este árabe entre ellos. Un nuevo anuncio franco-británico el 17 de noviembre prometió la "total y definitiva liberación de los pueblos, siempre oprimidos por los turcos." El Congreso Nacional Sirio adoptó en marzo una constitución democrática. Sin embargo, la Conferencia de Versalles había concedido a Francia un mandato sobre Siria, y en 1920 un ejército francés comandado por el general Mariano Goybet cruzó las montañas del Antilíbano, derrotó una pequeña expedición defensiva siria en la batalla de Maysalun y entró en la ciudad. Los franceses hicieron de Damasco la capital del Mandato francés de Siria.

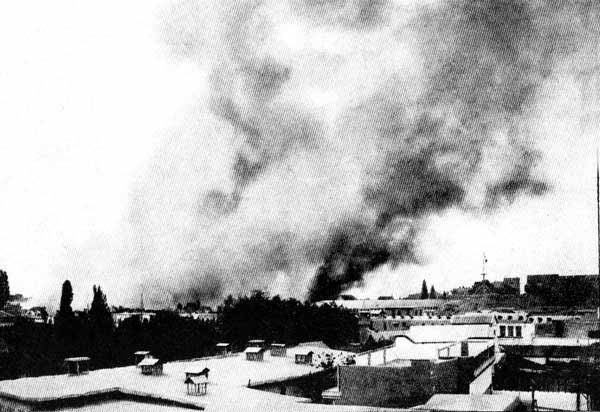
Damasco en llamas como consecuencia de la incursión aérea francesa el 18 de octubre de 1925.

Cuando en 1925 una revuelta drusa en el Hauran se extendió a Damasco, los franceses la reprimieron brutalmente, bombardeando la ciudad el 9 de mayo de 1926. Como resultado, el área de la antigua ciudad fue quemada, con gran mortandad, y desde entonces ha sido conocido como al-Hariqa ("el fuego"). La antigua ciudad fue rodeada con alambre de púas para evitar que los rebeldes se infiltran desde el Ghouta, y se construyó una nueva carretera fuera de las murallas del norte para facilitar la circulación de vehículos blindados.
El 21 de junio de 1941, a 3 semanas de la campaña Aliada de Siria y el Líbano, Damasco fue capturado de las fuerzas francesas de Vichy por una fuerza india británica mezclada con franceses libres.
El 29 de mayo de 1945, los franceses bombardearon una vez más Damasco, pero en esta ocasión las fuerzas británicas intervinieron y los franceses accedieron a retirarse, lo que conduce a la plena independencia de Siria en 1946. Damasco sigue siendo la capital.

### Guerra en Siria
Después del estallido de la guerra en Siria, en el norte del país, los ataques y ofensivas comenzaron a masificarse y un ataque en la capital era inminente. A mediados de 2012, la ciudad fue invadida por los rebeldes para tener el completo control del país. Sin embargo, el ejército del presidente Bashar al-Assad luchó arduamente contra sus enemigos y para agosto los rebeldes fueron derrotados, sin que por esto la violencia en la ciudad cesara.
Posteriormente, los rebeldes efectuaron fuertes ofensivas militares contra la ciudad; el control de la localidad es un objetivo indispensable para los rebeldes. A comienzos de 2013, la lucha en las calles se retomó y diariamente los ataques aumentan con mayor potencia. Hoy por hoy, los bombardeos impactan la ciudad y las batallas son escenas comunes para los sirios.
El 7 de diciembre de 2024 las fuerzas rebeldes sirias ingresaron en Damasco y se declararon vencedoras del conflicto que se vive en el país.

## Clima
Damasco tiene un clima árido (Köppen: BWk), debido al efecto de sombra orográfica de las montañas anti-Líbano y de las corrientes marinas predominantes. Los veranos son secos y calurosos con menos humedad. Los inviernos son suaves y relativamente lluviosos, con nevadas ocasionales. La precipitación anual es de alrededor de 130 mm, que se producen a partir de octubre a mayo.
| Parámetros climáticos promedio de Damasco                                              | Parámetros climáticos promedio de Damasco | Parámetros climáticos promedio de Damasco | Parámetros climáticos promedio de Damasco | Parámetros climáticos promedio de Damasco | Parámetros climáticos promedio de Damasco | Parámetros climáticos promedio de Damasco | Parámetros climáticos promedio de Damasco | Parámetros climáticos promedio de Damasco | Parámetros climáticos promedio de Damasco | Parámetros climáticos promedio de Damasco | Parámetros climáticos promedio de Damasco | Parámetros climáticos promedio de Damasco | Parámetros climáticos promedio de Damasco |
| Mes                                                                                    | Ene.                                      | Feb.                                      | Mar.                                      | Abr.                                      | May.                                      | Jun.                                      | Jul.                                      | Ago.                                      | Sep.                                      | Oct.                                      | Nov.                                      | Dic.                                      | Anual                                     |
| -------------------------------------------------------------------------------------- | ----------------------------------------- | ----------------------------------------- | ----------------------------------------- | ----------------------------------------- | ----------------------------------------- | ----------------------------------------- | ----------------------------------------- | ----------------------------------------- | ----------------------------------------- | ----------------------------------------- | ----------------------------------------- | ----------------------------------------- | ----------------------------------------- |
| Temp. máx. abs. (°C)                                                                   | 24.0                                      | 29.0                                      | 34.4                                      | 38.4                                      | 41.0                                      | 44.8                                      | 46.0                                      | 44.6                                      | 42.0                                      | 37.8                                      | 31.0                                      | 25.1                                      | 46.0                                      |
| Temp. máx. media (°C)                                                                  | 12.6                                      | 14.5                                      | 18.9                                      | 24.5                                      | 30.1                                      | 34.6                                      | 37.0                                      | 36.8                                      | 33.9                                      | 28.0                                      | 20.1                                      | 14.2                                      | 25.4                                      |
| Temp. media (°C)                                                                       | 5.9                                       | 7.7                                       | 11.0                                      | 15.5                                      | 20.2                                      | 24.5                                      | 27.3                                      | 26.0                                      | 23.2                                      | 18.1                                      | 11.8                                      | 7.2                                       | 16.5                                      |
| Temp. mín. media (°C)                                                                  | 0.4                                       | 1.3                                       | 3.7                                       | 7.0                                       | 10.5                                      | 15.0                                      | 17.9                                      | 17.7                                      | 14.4                                      | 8.9                                       | 4.0                                       | 1.3                                       | 8.5                                       |
| Temp. mín. abs. (°C)                                                                   | −12.2                                     | −12.0                                     | −8.0                                      | −7.5                                      | 0.6                                       | 4.5                                       | 9.0                                       | 8.6                                       | 2.1                                       | -3.0                                      | −8.0                                      | −10.2                                     | −12.2                                     |
| Precipitación total (mm)                                                               | 25.0                                      | 26.0                                      | 20.0                                      | 7.0                                       | 4.0                                       | 1.0                                       | 0.0                                       | 0.0                                       | 0.3                                       | 6.0                                       | 21.0                                      | 21.0                                      | 131.3                                     |
| Días de precipitaciones (≥ 0.1 mm)                                                     | 8.0                                       | 8.0                                       | 6.0                                       | 3.0                                       | 2.0                                       | 0.1                                       | 0.1                                       | 0.1                                       | 0.2                                       | 3.0                                       | 5.0                                       | 7.0                                       | 42.5                                      |
| Días de nevadas (≥ 1 mm)                                                               | 1.0                                       | 1.0                                       | 0.1                                       | 0.0                                       | 0.0                                       | 0.0                                       | 0.0                                       | 0.0                                       | 0.0                                       | 0.0                                       | 0.0                                       | 0.2                                       | 2.3                                       |
| Horas de sol                                                                           | 164.3                                     | 182.0                                     | 226.3                                     | 249.0                                     | 322.4                                     | 357.0                                     | 365.8                                     | 353.4                                     | 306.0                                     | 266.6                                     | 207.0                                     | 164.3                                     | 3164.1                                    |
| Fuente n.º 1: BBC Weather                                                              |                                           |                                           |                                           |                                           |                                           |                                           |                                           |                                           |                                           |                                           |                                           |                                           |                                           |
| Fuente n.º 2: World Meteorological Organization, Hong Kong Observatory (sun 1961–1990) |                                           |                                           |                                           |                                           |                                           |                                           |                                           |                                           |                                           |                                           |                                           |                                           |                                           |

## Economía

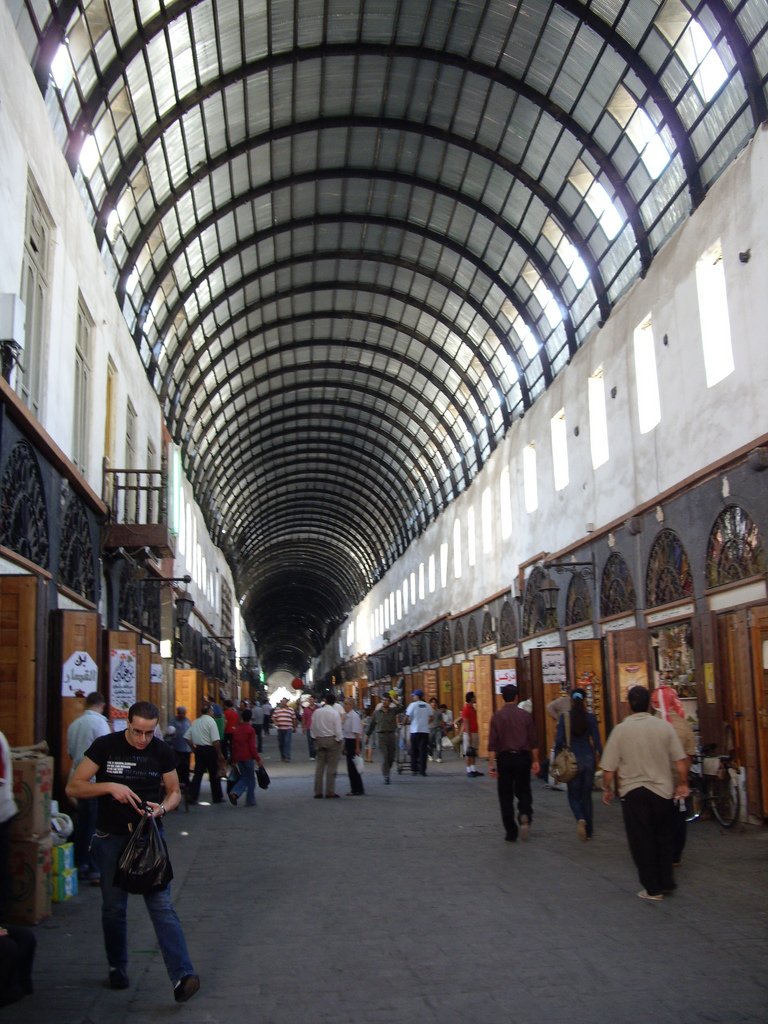
Zoco Medhat Pasha.

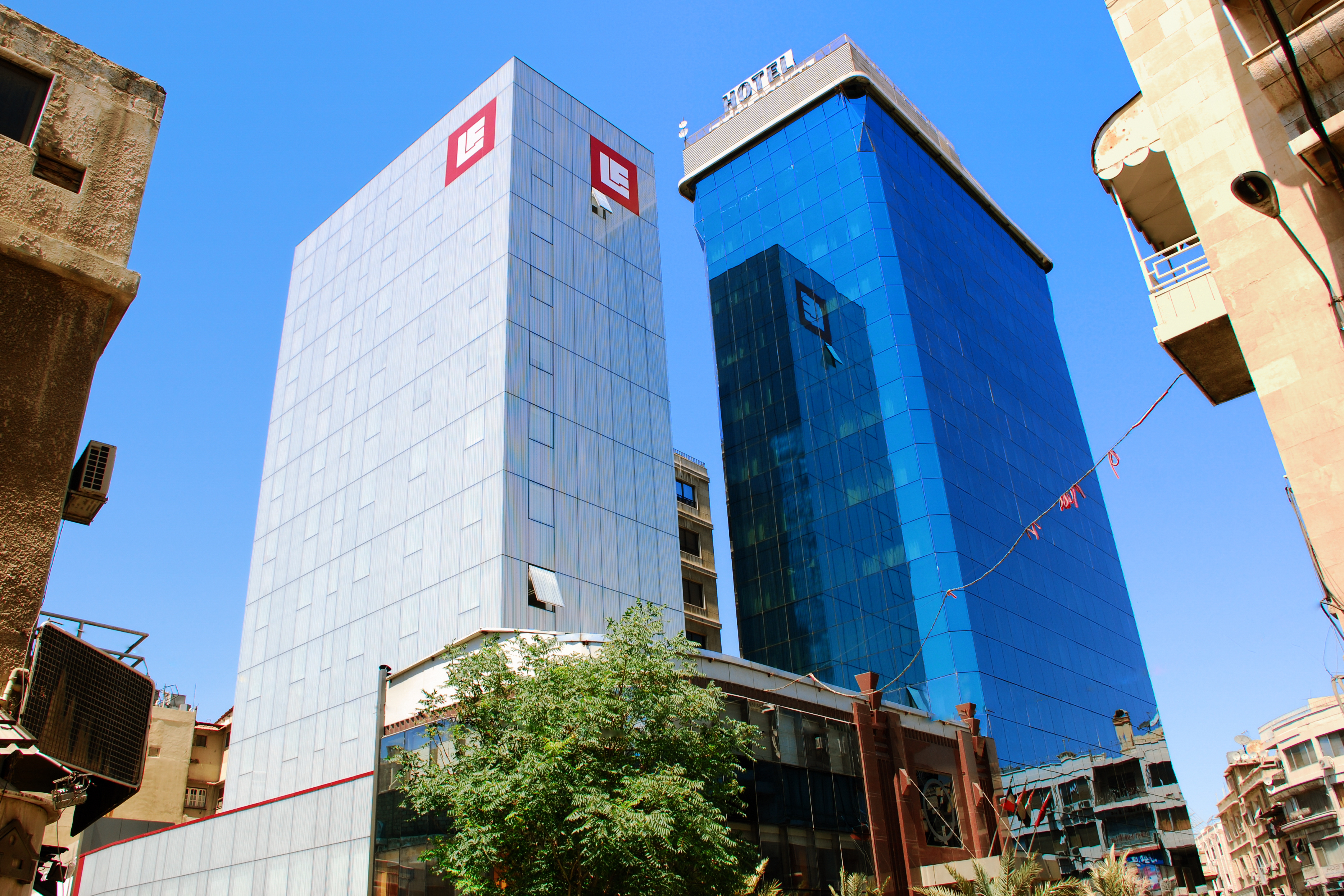
El banco Al-Sharq y el hotel Blue Tower en Damasco.

El papel histórico que Damasco desempeñó como un importante centro comercial ha cambiado en los últimos años debido al desarrollo político en la región, así como la evolución del comercio moderno. La mayoría de los bienes producidos en la ciudad, así como en Siria, se distribuyen a los países de la península arábiga. Damasco también lleva a cabo anualmente una exposición internacional de comercio durante el otoño desde 1955.
Damasco cuenta con el potencial para una industria turística de gran éxito. La abundancia de riquezas culturales se ha explotado poco desde la década de 1980, con el desarrollo de muchos establecimientos de alojamiento y transporte y otras inversiones relacionadas. Desde principios del 2000, varios hoteles y cafeterías abrieron sus puertas en la ciudad vieja. 

El sector inmobiliario está en auge en Damasco. La asesora inmobiliaria Cushman & Wakefield listó el espacio de oficinas en Damasco como el octavo más caro del mundo en 2009. El mercado de oficinas en la ciudad es un poco inmaduro y la demanda de espacio de oficinas prémium sobrepasa la oferta.
En Damasco se desarrolla una amplia gama de actividades industriales, tales como textiles, procesamiento de alimentos, cemento y varias industrias químicas. La mayoría de las fábricas están dirigidas por el Estado. Artesanías tradicionales y artesanales grabadas en cobre aún se producen en la ciudad vieja.
La Bolsa de Valores de Damasco abrió formalmente para el comercio en marzo de 2009, y es la única bolsa de valores de Siria. Se encuentra actualmente en el distrito de Barzeh, dentro de los mercados financieros y de valores sirios. Su última sede fue el distinguido distrito de negocios de Yaafur.

## Transportes

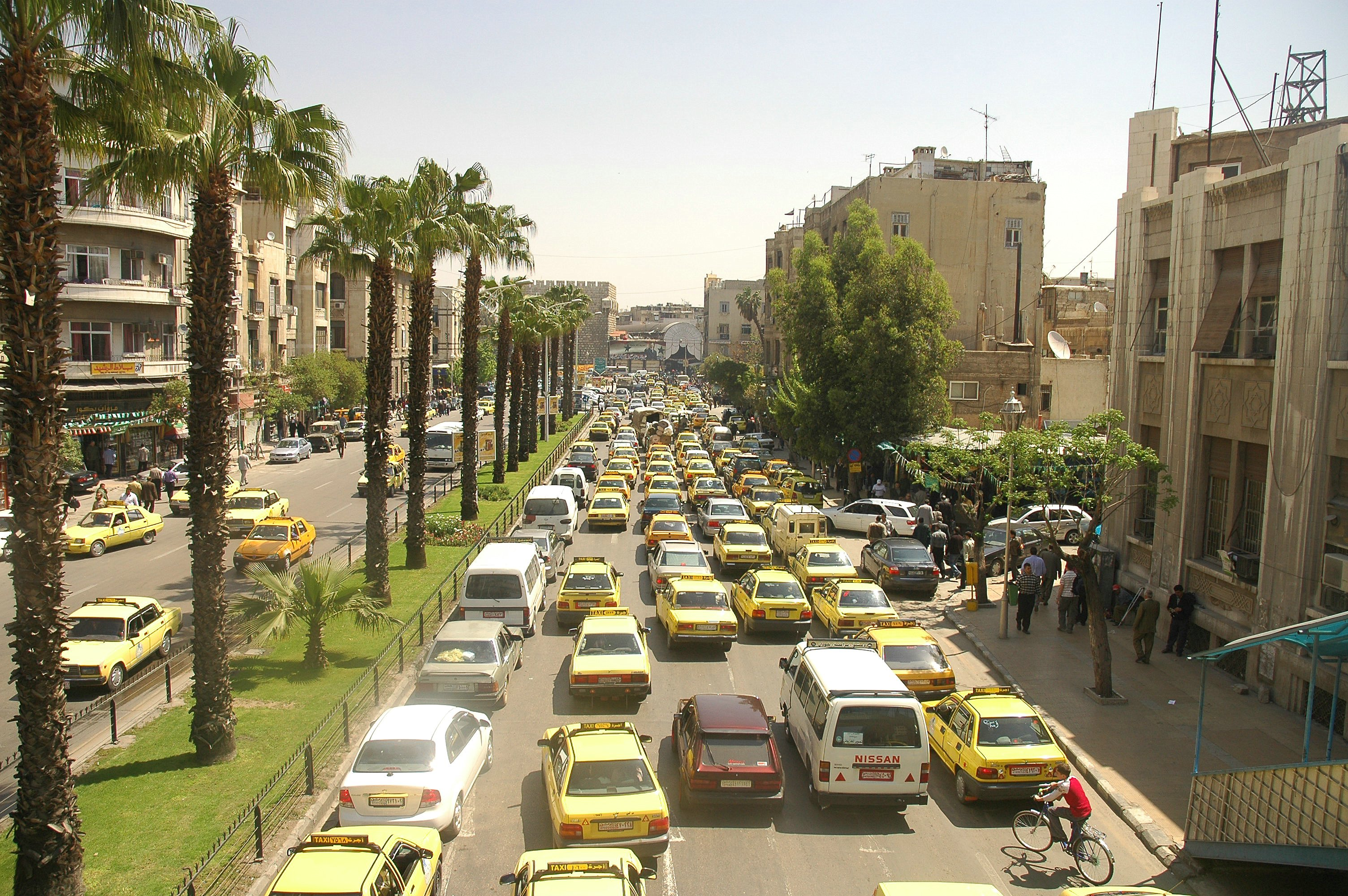
Tráfico en Damasco.

Cerca de la ciudad se encuentra el aeropuerto de Damasco. Siria tiene dos aeropuertos internacionales, uno a unos 20 km al suroeste de Damasco y el otro al noroeste de Alepo. Ambas ciudades mantienen rutas regulares a Europa, a otros países del Oriente Próximo: Jordania, Turquía, a Riad en Arabia Saudita y a Beirut y Trípoli en Líbano. La línea de ferrocarril sirve la ruta desde Estambul en Turquía, pasando por Alepo y Damasco, hasta Amán en Jordania. Los taxis colectivos, llamados “service”, ofrecen conexiones desde Damasco hacia la mayoría de los países vecinos.

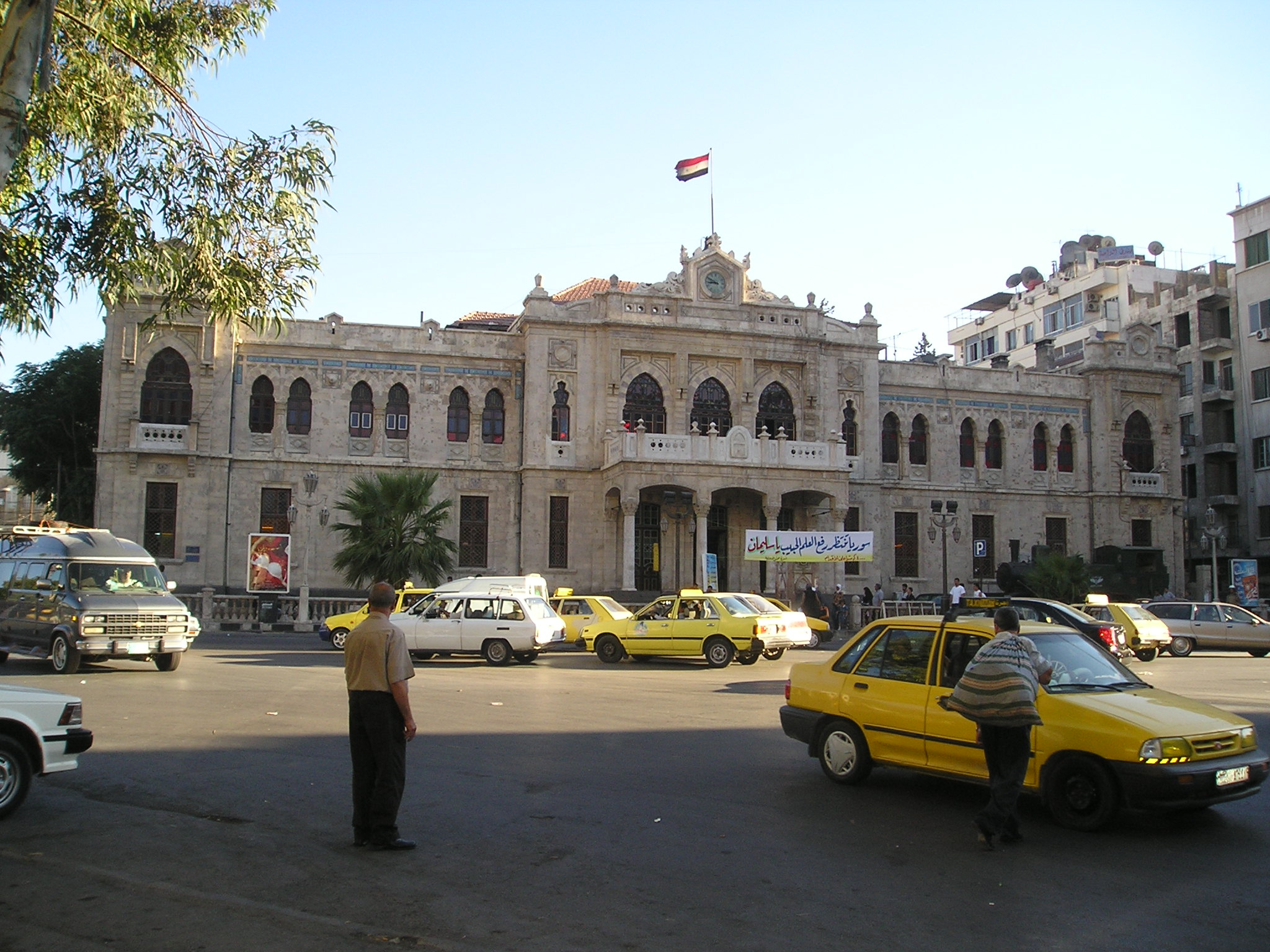
Estación ferroviaria Al-Hejaz.

Las conexiones aéreas dentro del país existen entre Damasco y Alepo, Qamisli, Lataquia y Deir Az-Zur. La red de vías en Siria es muy densa, los autobuses circulan a menudo y son baratos. La mayoría de los sirios va en autobús, ya que no todos poseen un coche. Las rutas no son largas y es posible recorrer la mayoría de ellas en 5 horas como máximo. Los tipos de autobuses son los autocares tradicionales, los minibuses y los microbuses japoneses. Los taxis colectivos, “service”, van por las mismas rutas que los autobuses, pero suelen ser más caros.
Los trenes en Siria son modernos, cómodos, baratos y puntuales. La línea ferroviaria principal va de Damasco a Alepo, Deir Az-Zur, Hasaca y Qamisli y se une con otra, la cual va por la costa.
En Siria hay algunas oficinas de alquiler de coches; se circula por la derecha y, aunque hay un límite de velocidad de 120km/h, la mayoría circula más deprisa. El tráfico en el centro de las ciudades es lento y caótico.

## La ciudad antigua

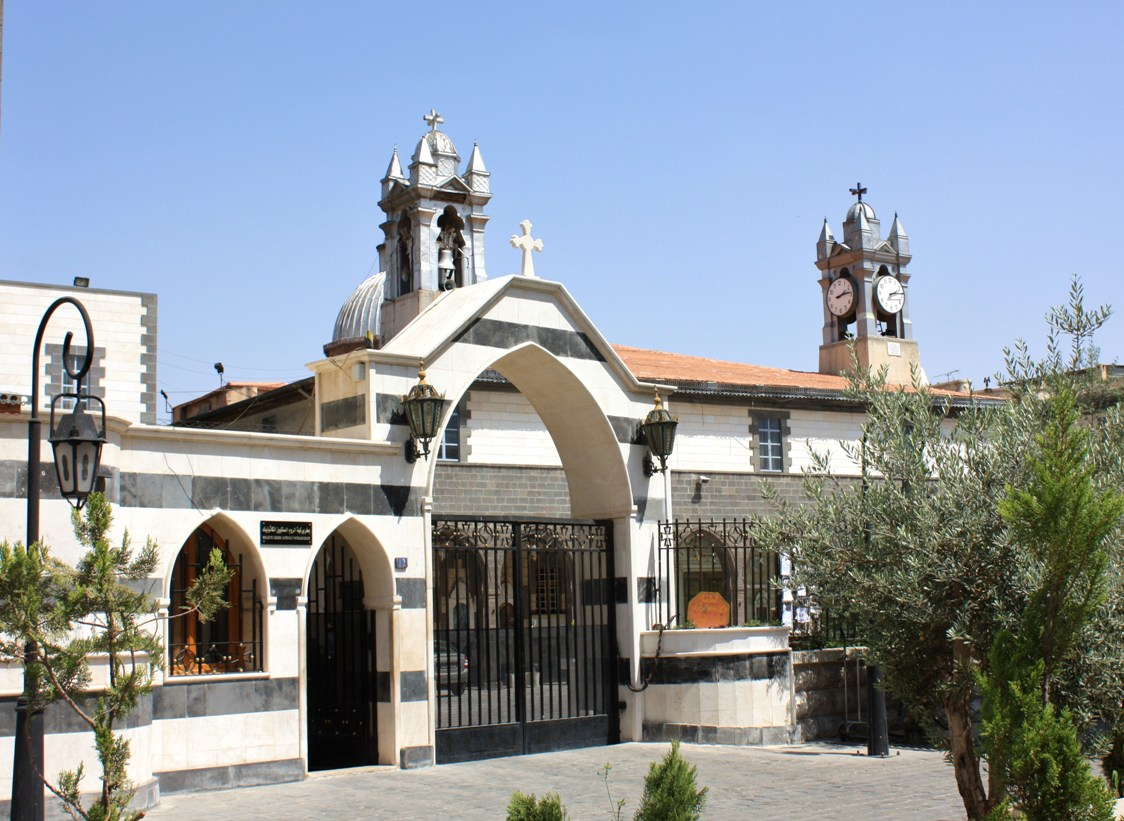
Catedral de la Ciudad Vieja de Damasco.

La ciudad antigua de Damasco fue declarada Patrimonio de la Humanidad por la Unesco en 1979. Ocupa una superficie de 135 hectáreas y estaba rodeada por una muralla romana, de la que perduran los lados norte y este y parte del lado sur. Se conservan ocho puertas, de las que la más antigua, Bab Sharqi, se remonta al período romano. En el sentido de las agujas del reloj, empezando por el norte, son:
- Bab al-Faraj (Puerta de la liberación),
- Bab al-Faradis (Puerta del paraíso),
- Bab al-Salam (Puerta de la paz), como las dos anteriores, en el lado norte de la muralla;
- Bab Tuma (Puerta de santo Tomás), en la esquina nordeste,
- Bab Sharqi (Puerta del este),
- Bab Kisan, en el sureste, por donde, según la tradición, San Pablo huyó de Damasco, descendido de las murallas en un cesto; en esta puerta, hoy cerrada, existe una capilla que recuerda el suceso;
- al-Bab al-Saghir (Puerta pequeña), en el lado sur,
- Bab al-Jabiya, en el suroeste, a la entrada del zoco Midhat Pasha.

Aunque la ciudad aún conserva vestigios romanos y bizantinos, la mayor parte de los 125 edificios y monumentos incluidos en la declaración de la Unesco corresponden al arte islámico.
En primer lugar, destaca la mezquita de los Omeyas, construida en el siglo VIII (hacia 705), uno de los lugares santos del Islam. El inmenso patio de 122 metros de largo, tapizado de lozas que pertenecieron a un monumento romano, ofrece varias exquisitas decoraciones. Entre ellas, la del tesoro, una construcción que se yergue sobre columnas y que se utilizaba para almacenar el oro del Estado.
La sala de oración de la mezquita contiene una tumba, la de Juan el Bautista, caso excepcional en el islam y vestigio de la antigua basílica de san Juan Bautista.
Según la tradición local, el minarete más alto de la mezquita, llamado minarete de Jesús, marca el lugar donde el Mesías volverá a la tierra el día del Juicio final.
A doscientos metros de la Gran Mezquita hay un ejemplo de riquísima arquitectura de diseño árabe-otomano, como es el Palacio de Azm, del siglo XVIII. Hoy es un museo de las artes y tradiciones y exhibe, en las diversas salas, maniquíes que ilustran sobre la vida cotidiana en esa residencia, que perteneció al gobernador de Damasco.
La Via Recta fue en su origen el decumano de la Damasco romana; se extendía a lo largo de 1500 metros. Hoy en día, corresponde a la calle Bab Sharqi y al zoco cubierto Midhat Pasha, uno de los más importantes de Damasco. La calle Bab Sharqi, llena de pequeñas tiendas, conduce al viejo barrio cristiano de Bab Tuma; al final de la calle se encuentra la Casa de Ananías, una capilla subterránea que fue en tiempos una bodega.
La ciudad vieja está sembrada de mezquitas –en todo Damasco hay cerca de 700- de muy diversas épocas.

## Educación
La universidad más antigua y amplia es la Universidad de Damasco. Tras las reformas en la legislación educativa se fundaron otros centros de educación superior de ámbito privado:
- Universidad virtual de Siria

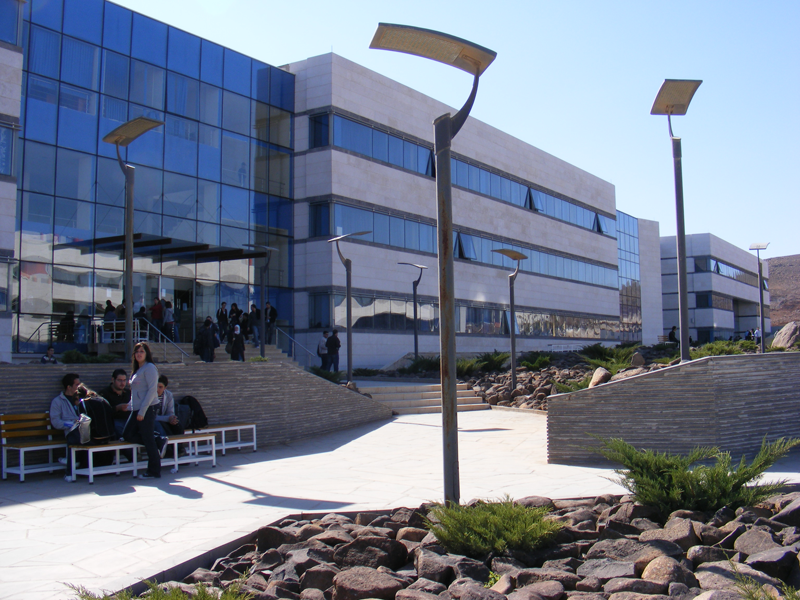
Universidad internacional árabe.

- Universidad internacional de ciencia y tecnología
- Universidad privada de Siria
- Universidad internacional árabe
- Instituto superior de administración de empresas
- Instituto superior de ciencia y tecnología aplicada
- Instituto nacional de administración

## Ciudades hermanadas
Las ciudades hermanas de Damasco son:
- Dubái, Emiratos Árabes Unidos[53]
- Toledo, España[54]
- Zihuatanejo, México
- Córdoba, España[55]
- São Paulo, Brasil[56]
- Estambul, Turquía[57]
- Ereván, Armenia (desde 1997)[58]
- Shiraz, Fars, Irán[59]
- Yinchuan, Ningxia, China[60]
- Ankara, Turquía (desde 2010)[61]
- Buenos Aires, Argentina (desde 1989)
- Ciudad Bolívar, Venezuela

## Galería

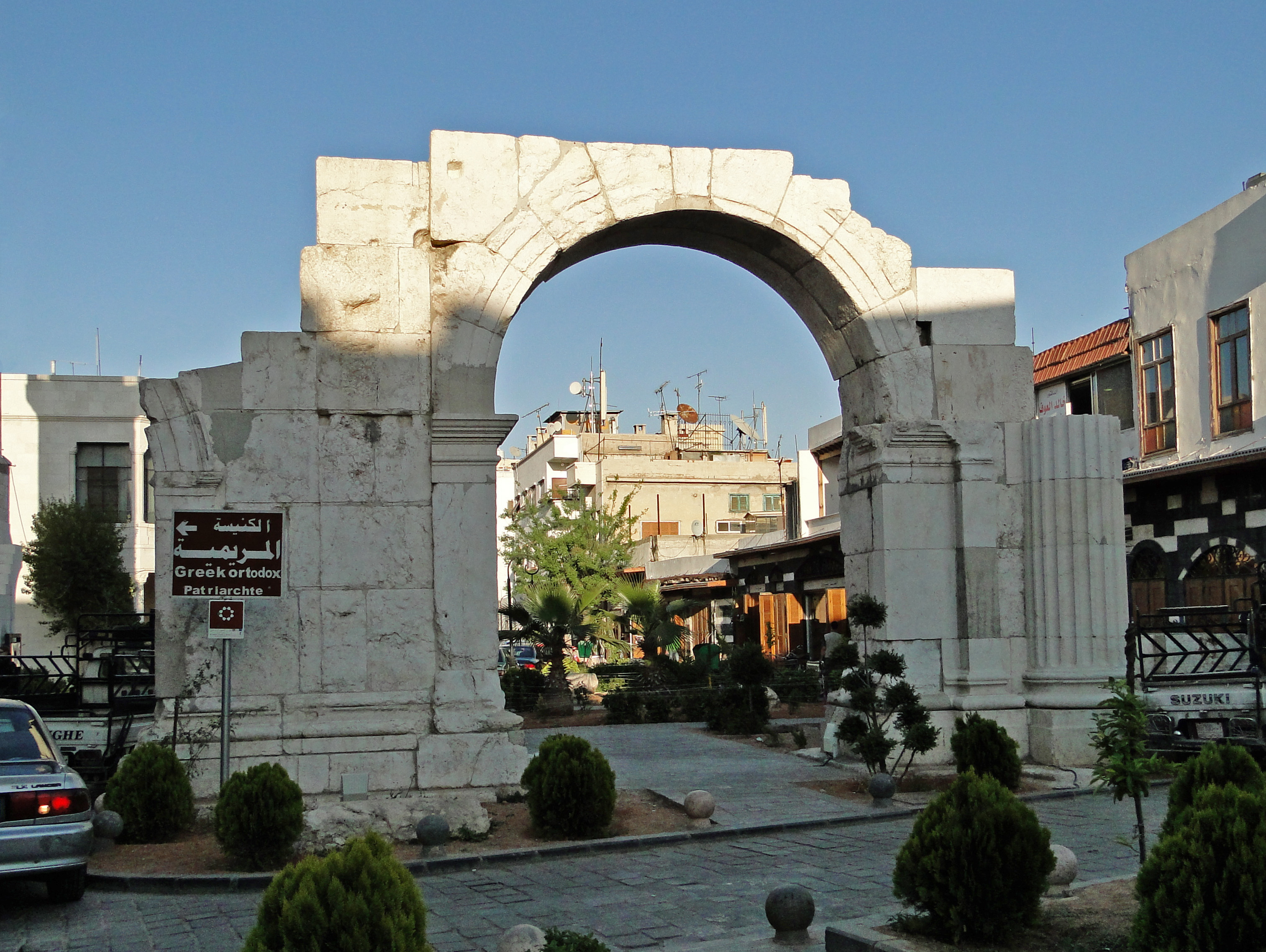
Arco triunfal romano.
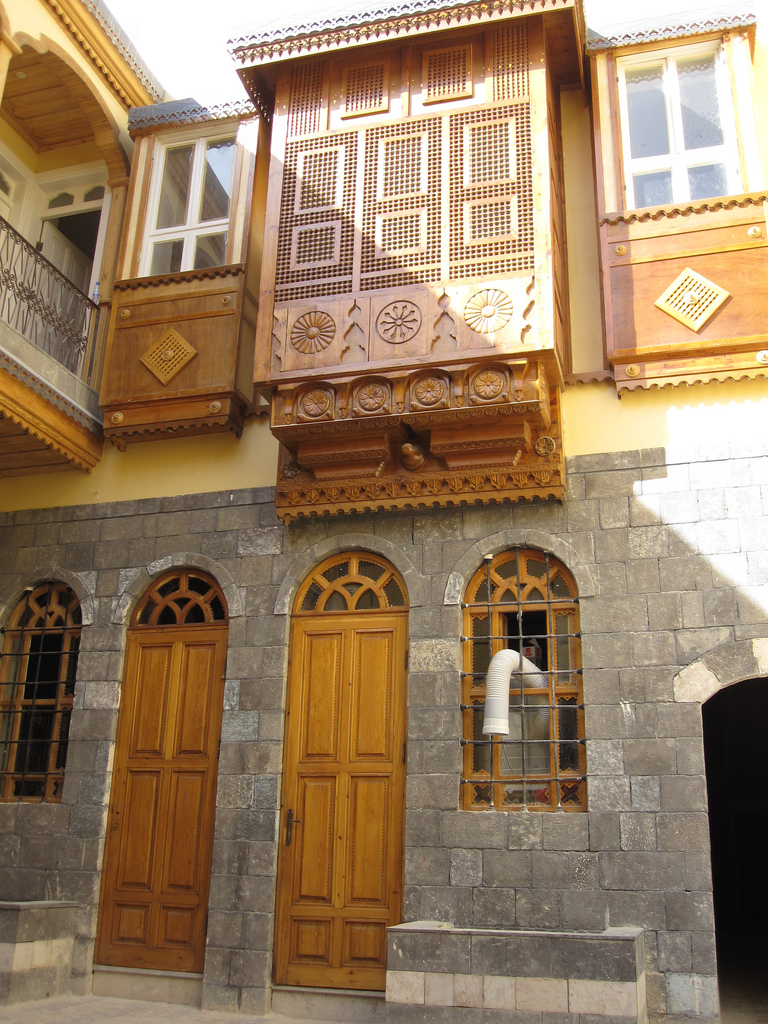
El barrio judío de Damasco.
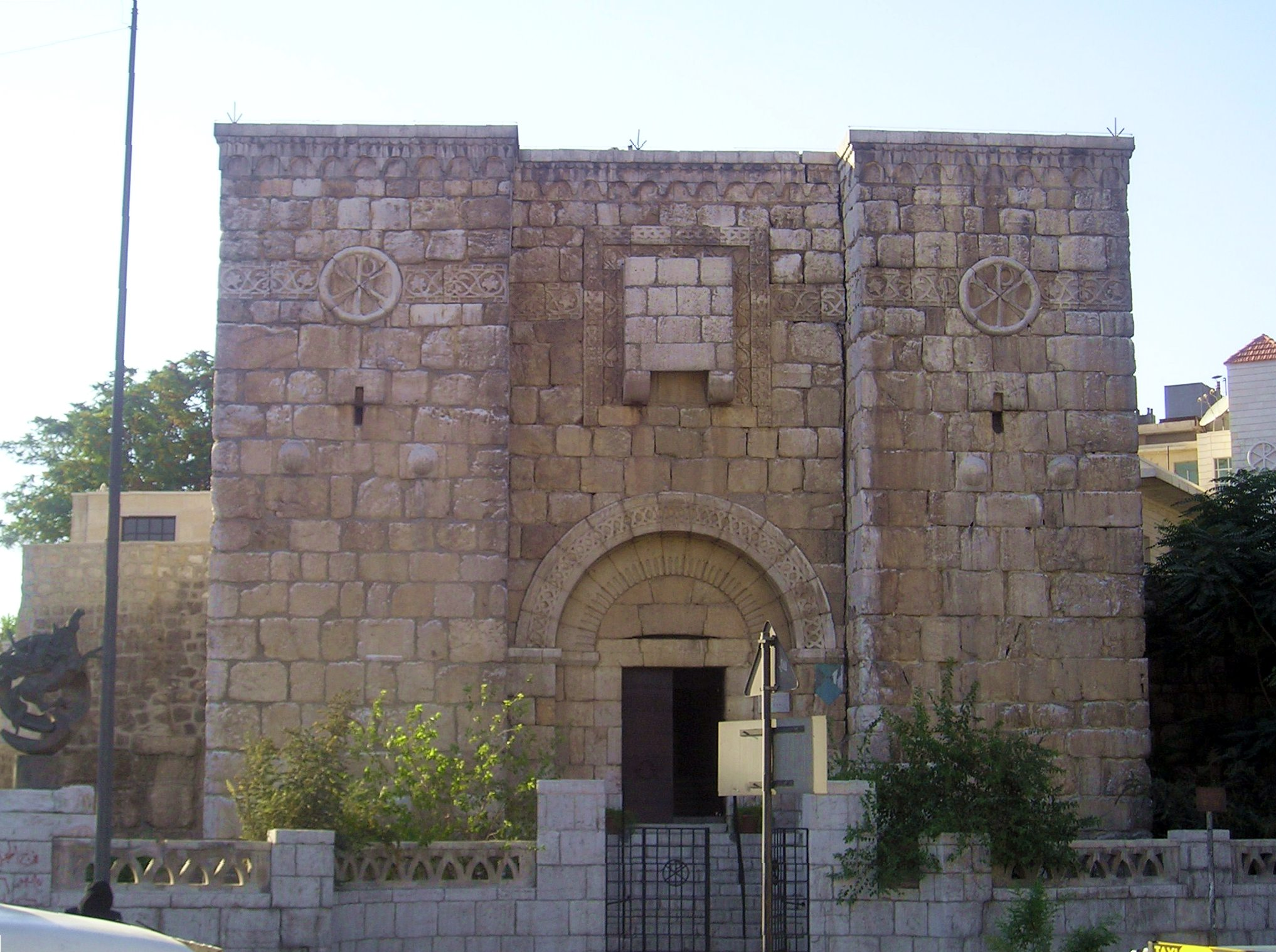
Bab Kisan en la Ciudad Antigua.
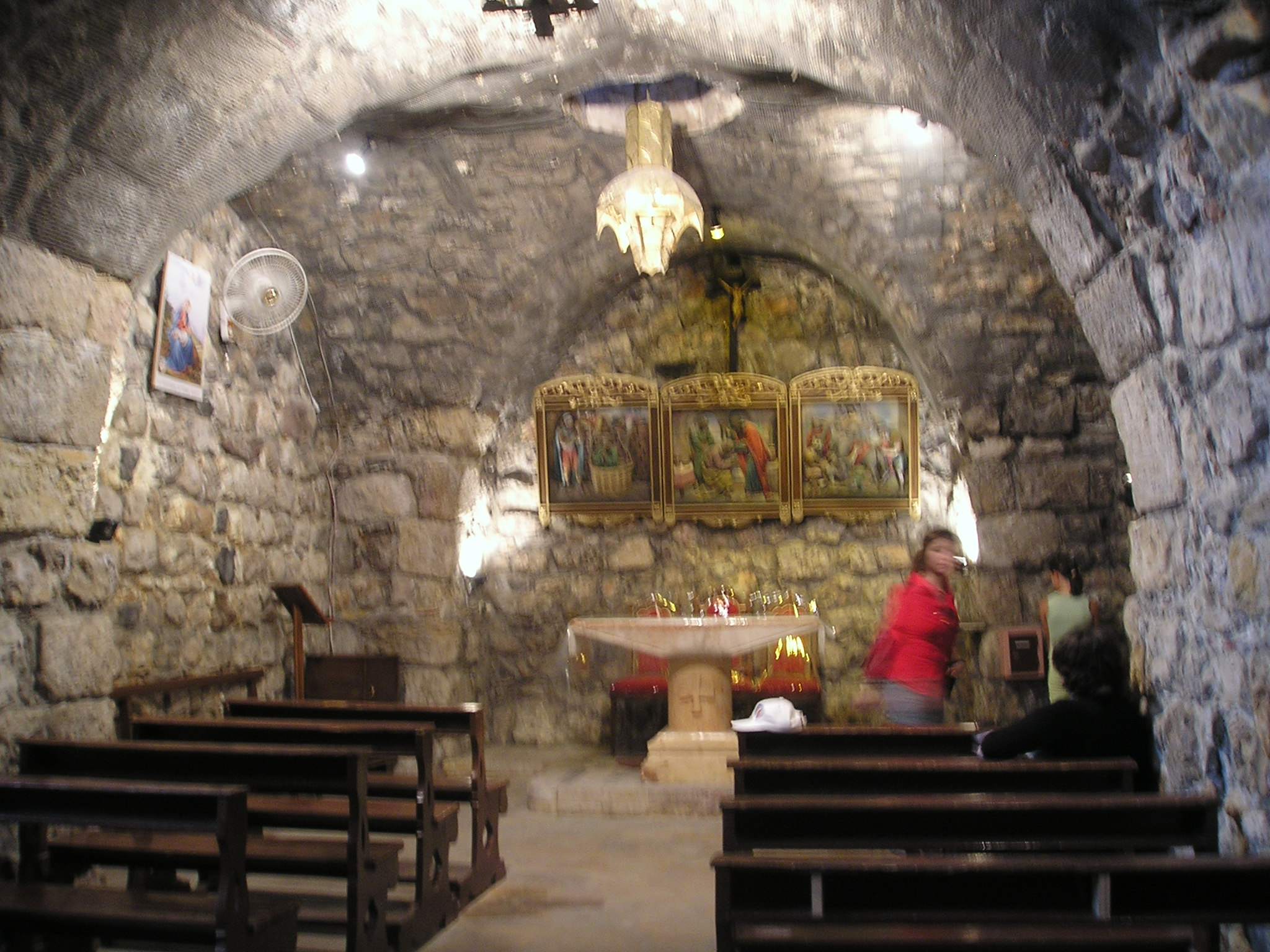
Capilla de Ananías en la Ciudad Antigua.
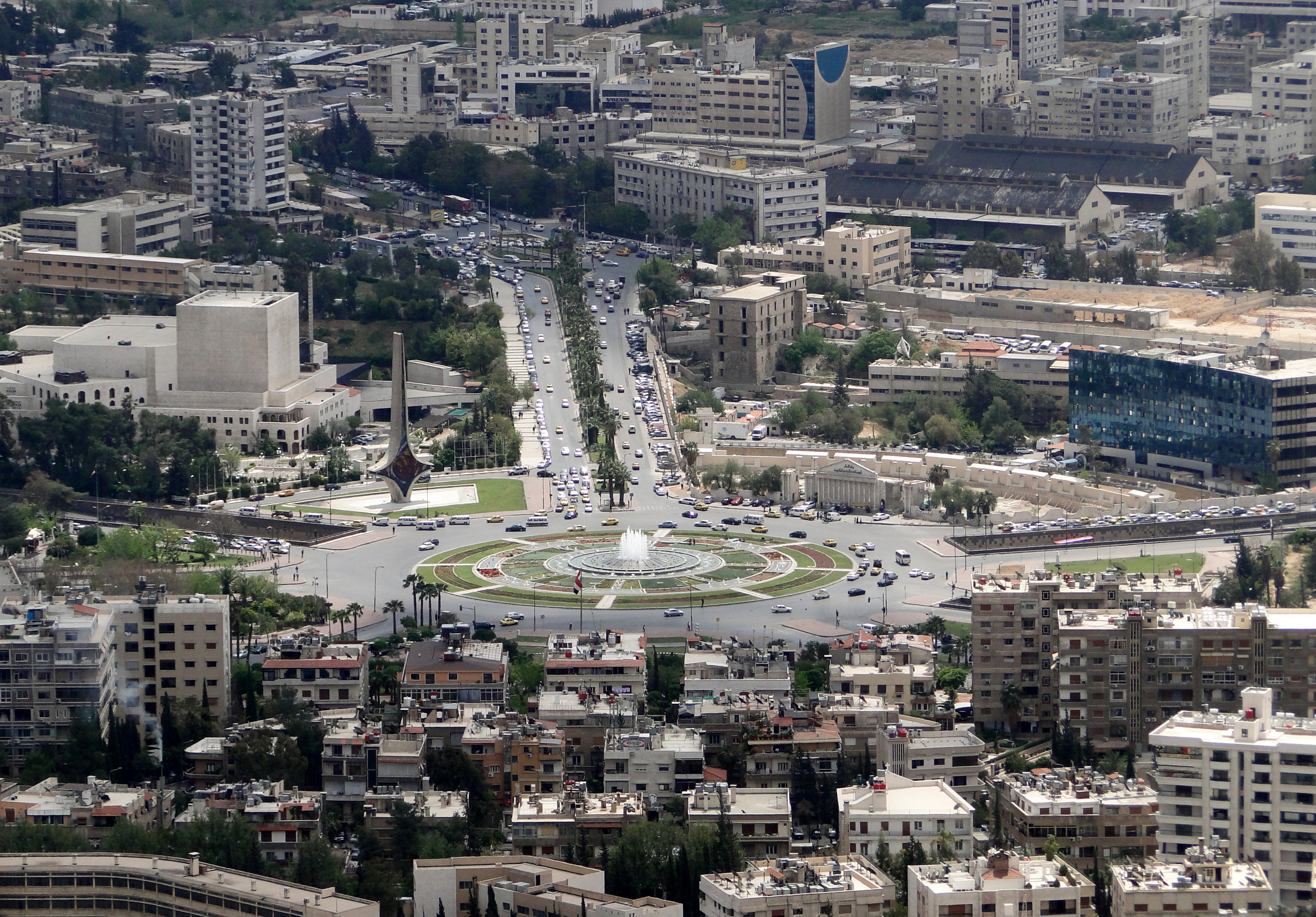
Plaza Umayyad.